# Alejandra Fiódorovna Románova
Alejandra Fiódorovna de Rusia (en ruso: Александра Фёдоровна Романова; Darmstadt, 6 de junio de 1872-Ekaterimburgo, 17 de julio de 1918) fue consorte del último emperador Nicolás II de Rusia. Nacida como Alix de Hesse-Darmstadt, fue nieta de la reina Victoria del Reino Unido, y recibió el nombre y patrónimo de Alejandra Fiódorovna tras ser recibida en la Iglesia ortodoxa rusa.
Es recordada por ser la última emperatriz de Rusia, además de una de las portadoras reales de hemofilia más famosas. También se la conoce por su apoyo al control autocrático sobre el país y su amistad con el místico ruso Grigori Rasputín, que tan importante era en su vida.
Fue asesinada junto a su esposo, hijos y varios miembros del servicio el 17 de julio de 1918 por los bolcheviques. En 2000, la iglesia ortodoxa decidió canonizarla como Santa Alejandra Portadora de la Pasión, al igual que el resto de su familia. 
La emperatriz Alejandra era tía abuela materna del príncipe Felipe, duque de Edimburgo, y prima hermana de Jorge V del Reino Unido, abuelo de la reina Isabel II del Reino Unido.

## Infancia y juventud

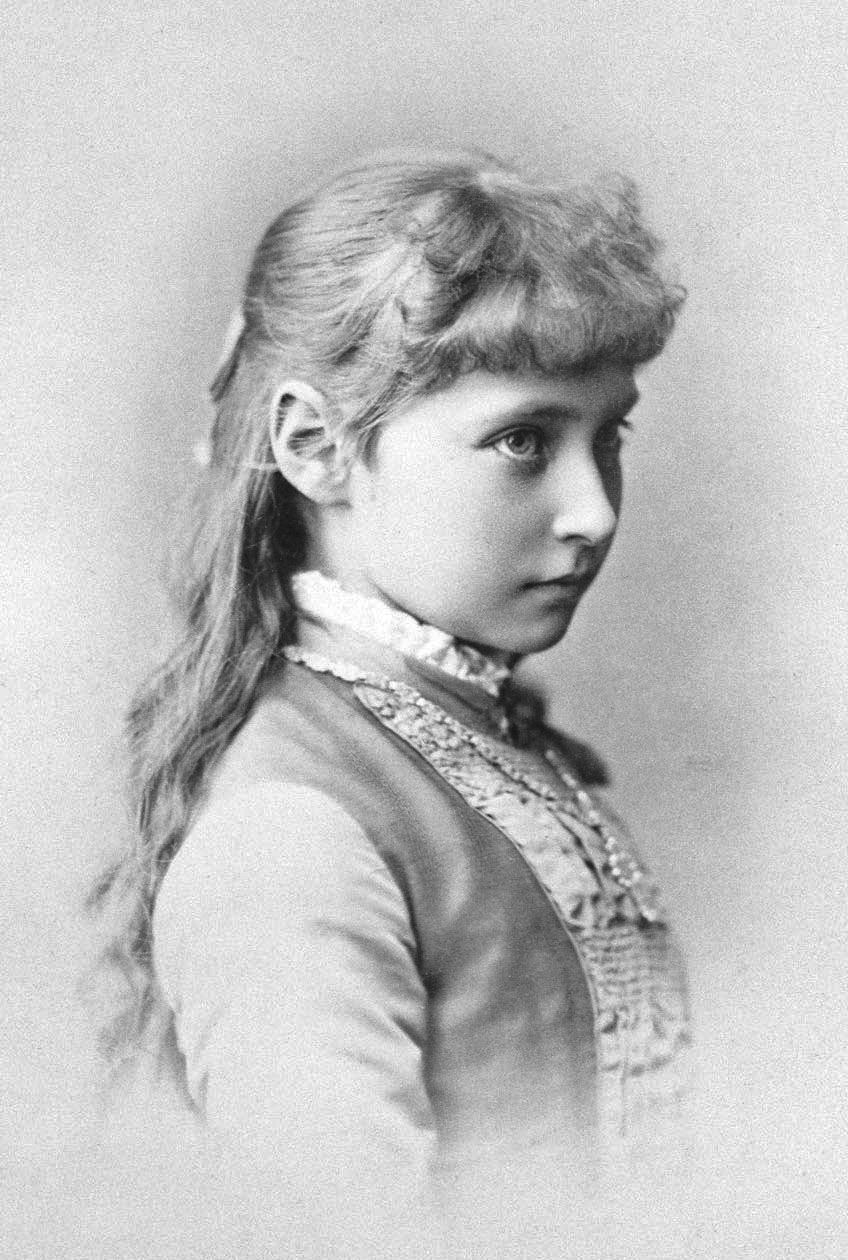
La princesa Alix de Hesse en 1881.

Alejandra Fiódorovna nació el 6 de junio de 1872 en el Neues Palais de Darmstadt como Su Alteza Gran Ducal la princesa Alix Victoria Elena Luisa Beatriz de Hesse y el Rin, un gran ducado que formaba parte del Imperio alemán. Era la sexta descendiente y cuarta hija entre los siete hijos de Luis IV, gran duque de Hesse y el Rin, y su primera esposa, la princesa Alicia del Reino Unido, segunda hija de la reina Victoria y su marido, el príncipe Alberto de Sajonia-Coburgo y Gotha. 
Alix fue bautizada el 1 de julio de 1872, fecha del 10.º aniversario de bodas de sus padres, de acuerdo a los ritos de la Iglesia luterana y le fue dado los nombres de su madre y de sus cuatro tías maternas, algunos de los cuales fueron transliterados al alemán. Sus padrinos fueron el príncipe y la princesa de Gales (sus tíos maternos), el zarévich y la zarevna de Rusia (sus futuros suegros), la princesa Beatriz del Reino Unido (su tía materna), la duquesa de Cambridge (su tía-abuela materna), y la landgravina de Hesse. 
Su madre le dio el apodo de "Sunny", una práctica que más tarde adoptaría su marido. Mientras que sus parientes británicos la apodaron como "Alicky" para distinguirla de su tía la princesa de Gales, que era conocida dentro de la familia como Alix. En mayo de 1873, cuando apenas tenía un año de edad, su hermano mayor, el príncipe Federico, quien tenía hemofilia, murió de una hemorragia cerebral como consecuencia de una caída.
Pero esa no sería la única desgracia a la que se enfrentaría la familia. En noviembre de 1878, hubo un brote de difteria que afectó a casi todos los miembros. La primera en sufrir las consecuencias fue la mayor de los hermanos de Alix, Victoria. Enseguida le siguieron el resto de los hermanos, así como el gran duque, padre de Alejandra. Su hermana Isabel, la segunda de los hermanos, fue enviada a vivir con su abuela paterna fuera de palacio para librarla del contagio, mientras su madre, la princesa Alicia, se encargaba personalmente del cuidado de sus familiares infectados. Días después, murió la menor de los hermanos, María. Cuando Alicia informó a Ernesto Luis de la muerte de su hermana lo abrazó y besó con ánimo de consolarlo, lo que le costó el contagio de la enfermedad. Cuando la situación parecía controlada, Alicia cayó enferma gravemente y finalmente murió un mes después, el 14 de diciembre, coincidiendo con el aniversario de la muerte de su padre.
Por entonces, la pequeña Alix tenía solo seis años de edad, y la pérdida fue un shock terrible para ella, motivando un cambio irreversible de actitud para con los demás. La niña alegre y equilibrada que había sido se transformó en una joven triste, tímida, desconcertada y constantemente a la defensiva.
Alix y sus hermanos crecieron cerca de sus primos británicos e iban a pasar las vacaciones con la reina Victoria. Fue dama de honor en la boda de su madrina y tía materna la princesa Beatriz del Reino Unido junto con su hermana, la princesa Irene. También estuvo presente en las celebraciones del jubileo de oro de su abuela en 1887.

### Romance con Nicolás II de Rusia

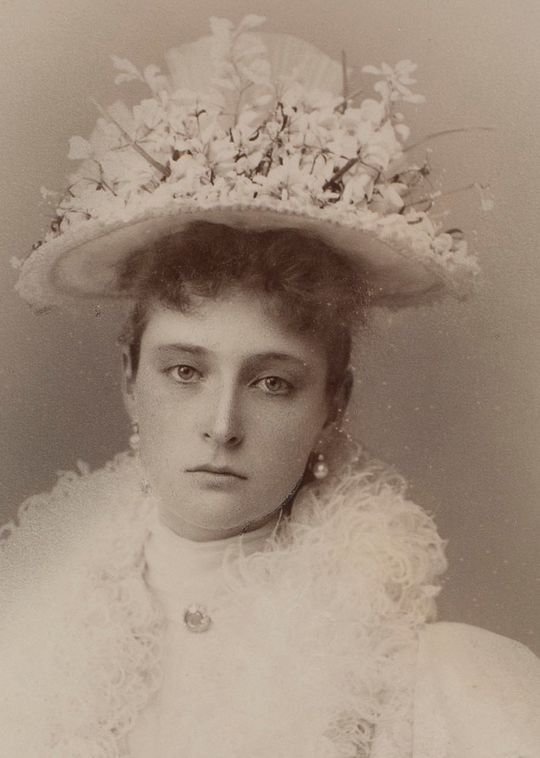
La princesa Alix de Hesse, 1890.

Alix se casó relativamente tarde según el punto de vista en esa época, principalmente por negarse a casarse con su primo, el príncipe Alberto Víctor, duque de Clarence y Avondale, hijo mayor del príncipe de Gales, alrededor de 1890, a pesar de la fuerte presión familiar. Se dice que la reina Victoria habría querido que sus dos nietos se casaran; solo porque era muy proclive a Alix, permitió a su nieta tomar su propio camino. La reina incluso llegó a decir que estaba orgullosa de Alix por enfrentarse a ella, algo que muchas personas, incluyendo su propio hijo, no se atrevían a hacer.
En ese momento Alix ya había conocido al zarévich Nicolás Aleksándrovich de Rusia y se había enamorado de él, cuya madre, la emperatriz María Fiódorovna, era hermana de la entonces princesa de Gales, y cuyo tío, el gran duque Sergio Aleksándrovich, estaba casado con su hermana Isabel.

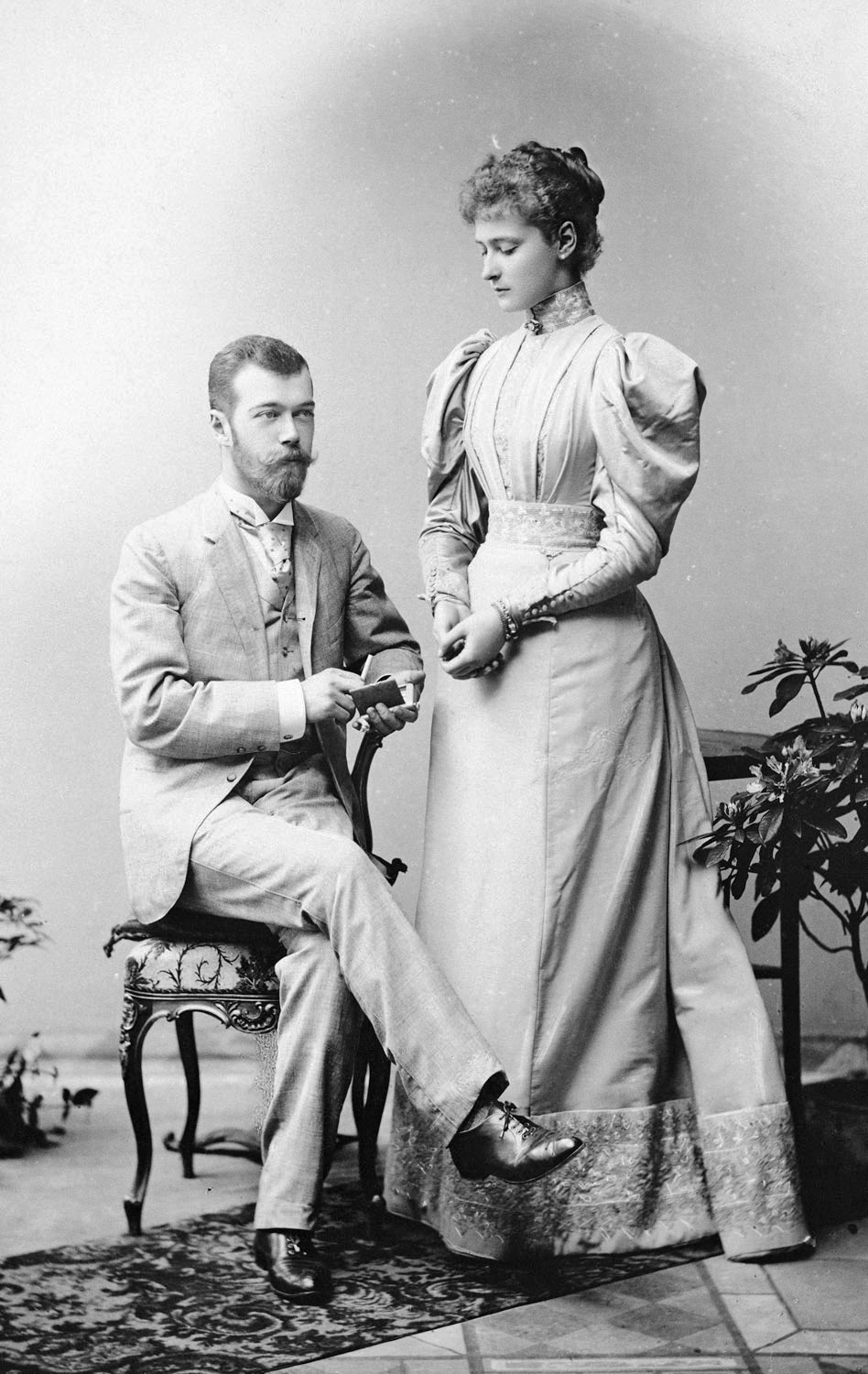
El zarévich Nicolás y la princesa Alix de Hesse en 1894.

Alix junto con su hermana Ella eran de distinguida apariencia, siendo ambas dotadas de una notable belleza; solo se diferenciaban en sus personalidades.
Alix y Nicolás estaban emparentados entre sí a través de varias líneas diferentes de la realeza europea y nobleza: el más notable era su bisabuela compartida, la princesa Guillermina de Baden, madre del abuelo paterno de Alix, el príncipe Carlos de Hesse y el Rin, y la abuela paterna de Nicolás, la emperatriz María Aleksándrovna, por lo que eran primos segundos a través de esta línea; y el rey Federico Guillermo II de Prusia, que era el tatarabuelo de Alix y el trastatara-abuelo de Nicolás, por lo que en esta línea son tía y sobrino en cuarto grado. Asimismo ambos eran primos hermanos de quien llegó a ser Jorge V, puesto que Alix y Jorge V eran nietos de la reina Victoria; en tanto Nicolás y Jorge V eran primos hermanos siendo ambos nietos de Cristián IX de Dinamarca.  
Nicolás y Alix se habían reunido por primera vez en 1884 en la boda del tío Sergio con la hermana de Alix, Isabel, conocida como "Ella", en San Petersburgo. Cuando Alix regresó a Rusia en 1889, se enamoraron. Una nutrida correspondencia entre ambos reveló un profundo y mutuo aspecto romántico.
  
Nicolás escribió en su diario: "Es mi sueño algún día casarme con Alix H. Me gustaba desde hace mucho tiempo, pero más profundamente y con fuerza desde 1889 cuando ella pasó seis semanas en San Petersburgo. Durante mucho tiempo, he resistido. Mi sensación es que mi sueño más querido se hará realidad."

...""Cuando termine esta vida, nos reuniremos de nuevo en el otro mundo, para seguir juntos toda la eternidad".-
 Fragmento de una carta de Alix a Nicolás II

Alix también sentía lo mismo por Nicky, como ella siempre le llamó. En un principio, el padre de Nicolás, el zar Alejandro III, negó la posibilidad de tal matrimonio.
Alejandro III y su esposa María Fiódorovna, profundamente germanófobos, no tenían ninguna intención de permitir que el zarévich se saliera con la suya. Aunque la princesa Alix era su ahijada, se sabía que Alejandro III quería a alguien más importante como consorte de su hijo, alguien como la princesa Elena, hija del conde de París, pretendiente al trono de Francia. La posibilidad de casarse con Elena no le gustaba a Nicolás. Él escribió en su diario: "Mamá hizo algunas alusiones a Hélène, hija del conde de París. Yo quiero ir en una dirección y es evidente que mamá me quiere hacer elegir el otro camino". Afortunadamente para Nicolás, Elena también resistió. Ella era católica y su padre se negó a permitir que se convirtiera a la ortodoxia rusa. Después de apelar al Papa, que se negó a considerar el matrimonio, el compromiso terminó. El zar, a pesar de sus sentimientos antialemanes, apeló entonces a Margarita de Prusia, hija de Federico III de Alemania, que era, como Alix, nieta de la reina Victoria. Nicolás se negó rotundamente y dijo que se convertiría en monje antes que casarse con ella. Margarita afirmó en todo caso que ella tampoco estaba dispuesta a renunciar a su protestantismo para convertirse en ortodoxa rusa.
Mientras se encontró bien de salud, Alejandro III ignoró las demandas de su hijo. Solo cedió cuando su salud comenzó a fallar en 1894. Alix estaba preocupada también por el requisito de que ella renunciara a su fe luterana y tuviera que convertirse en ortodoxa, pero fue persuadida y, finalmente, se convirtió en una ferviente conversa. Alejandro III y Maria Fiódorovna no eran los únicos que se oponían al enlace: la reina Victoria también se oponía, y escribió a la hermana de Alix, Victoria, sobre sus sospechas, que eran correctas, de que Sergio e Isabel fuesen los principales alentadores del enlace. La oposición de la reina no se derivaba de sentimientos personales sobre el zarévich, quien personalmente le gustaba, sino por sus dudas acerca de Rusia, incluyendo experiencias pasadas políticas, su aversión personal hacia el padre de Nicolás y los temores sobre la seguridad de su nieta, lo que la llevaba a rechazar el enlace.

### Compromiso

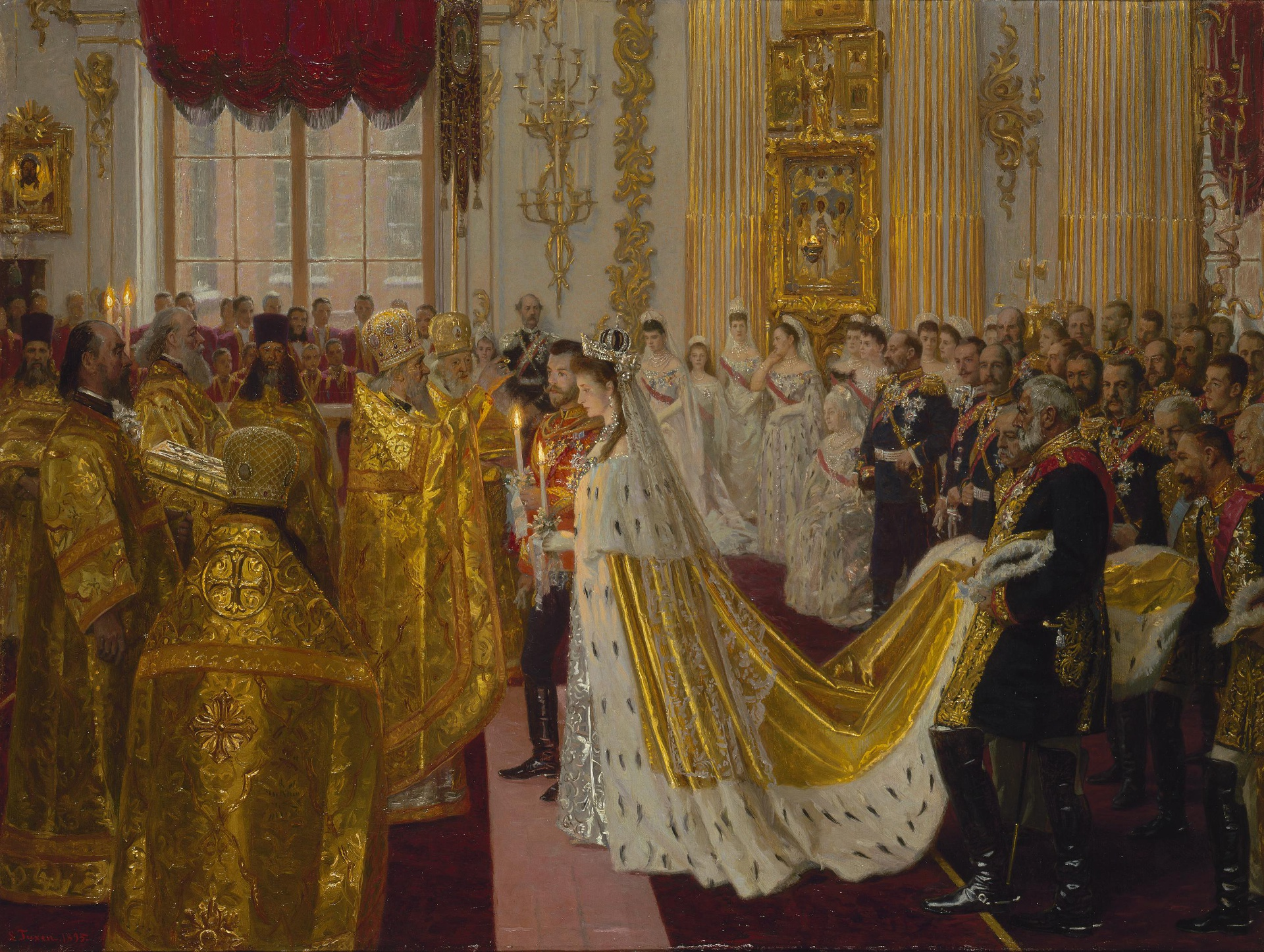
Retrato de Laurits Tuxen de la boda del emperador Nicolás II y la princesa Alix de Hesse en la capilla del Palacio de Invierno de San Petersburgo, el 26 de noviembre de 1894.

En abril de 1894, el hermano de Alix, Ernesto Luis, que había sucedido a su padre como gran duque de Hesse y el Rin en 1892, iba a casarse con su prima hermana, la princesa Victoria Melita de Sajonia-Coburgo y Gotha, hija de Alfredo, duque de Sajonia-Coburgo y Gotha, y su esposa, la gran duquesa María Aleksándrovna de Rusia. La boda atrajo un elevado número de familiares a Coburgo, Alemania, para las festividades, incluyendo la reina Victoria, que había organizado la boda, el príncipe de Gales y el káiser Guillermo II. Además de ser nieta de la reina Victoria, Victoria Melita, como nieta del zar Alejandro II a través de su madre, era también prima hermana de Nicolás, que encabezó la delegación rusa, que incluía a Sergio e Isabel, y la tía política de Nicolás, la gran duquesa María Pávlovna.
El día después de su llegada a Coburgo, Nicolás propuso matrimonio a Alix, pero ella lo rechazó, dada su negativa a convertirse a la ortodoxia. Sin embargo, tras la presión del káiser, quien le había dicho que era su deber casarse con Nicolás, y de su hermana Ella, que intentó señalarle las similitudes entre el luteranismo y la ortodoxia, aceptó la segunda propuesta de Nicolás.

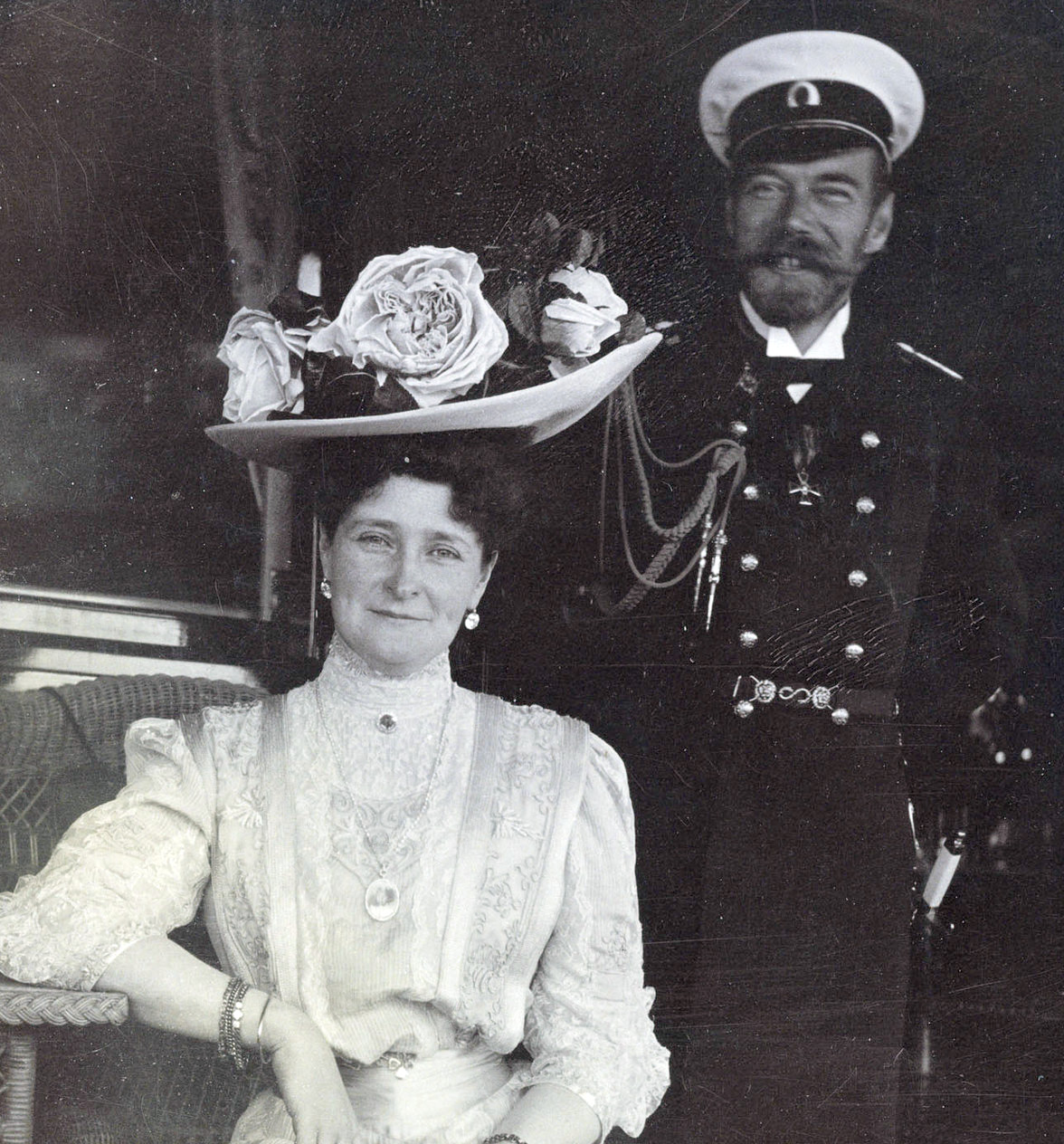
Rara fotografía de la emperatriz y el emperador sonriendo (a bordo del Standart, Reval, 1908)

Tras el compromiso, Alix regresó a Inglaterra con su abuela. En junio, Nicolás viajó a Inglaterra a visitarla, trayendo con él al sacerdote personal de su padre: el padre Yányshev, que le iba a dar su instrucción religiosa. La visita de Alix a la reina coincidió con el nacimiento y bautizo del hijo mayor de príncipe Jorge, duque de York, y su esposa, María de Teck, y los prometidos fueron nombrados padrinos del muchacho, que reinaría brevemente como Eduardo VIII en 1936.
Más tarde, ese mismo otoño, como la salud del zar Alejandro comenzó a deteriorarse aún más, Nicolás obtuvo el permiso de su padre moribundo para convocar a Alix en el Palacio de Livadia. Escoltada de Varsovia a Crimea por su hermana, la gran duquesa Isabel, se vio obligada a viajar en tren ordinario de pasajeros. El zar insistió en recibir a Alix en uniforme de gala y dio su bendición antes de morir.
Alejandro III murió en la tarde del 1 de noviembre de 1894, a los 49 años, dejando al zarévich Nicolás como el nuevo zar de Rusia, que fue confirmado por la noche como el zar Nicolás II. Al día siguiente, Alix fue recibida en la ortodoxia rusa como "Su Alteza Imperial la gran duquesa Alejandra Fiódorovna de Rusia", sin embargo, no fue obligada a repudiar el luteranismo. Alix aparentemente expresó su deseo de tomar el nombre de Catalina, pero como propuesta de Nicolás, tomó el nombre de Alejandra.
Alejandra, junto con Nicolás y su tío, el príncipe y la princesa de Gales (hermana favorita de la madre de Nicolás), y algunos de los parientes de Grecia, acompañaron el ataúd de Alejandro III primero a Moscú, donde estuvo en el Kremlin, y luego a San Petersburgo. El funeral de Alejandro III se produjo el 19 de noviembre de 1894.
El matrimonio no se hizo esperar. Nicolás y Alejandra se casaron en la Gran Capilla del Palacio de Invierno de San Petersburgo el 26 de noviembre de 1894, el día del cumpleaños de la madre de Nicolás, la ahora emperatriz viuda cuando, según la tradición ortodoxa, el duelo podría ser un poco más relajado. El matrimonio que comenzó ese día permaneció excepcionalmente unido y fiel hasta que la pareja fue asesinada simultáneamente en el año 1918.

## Emperatriz de Rusia

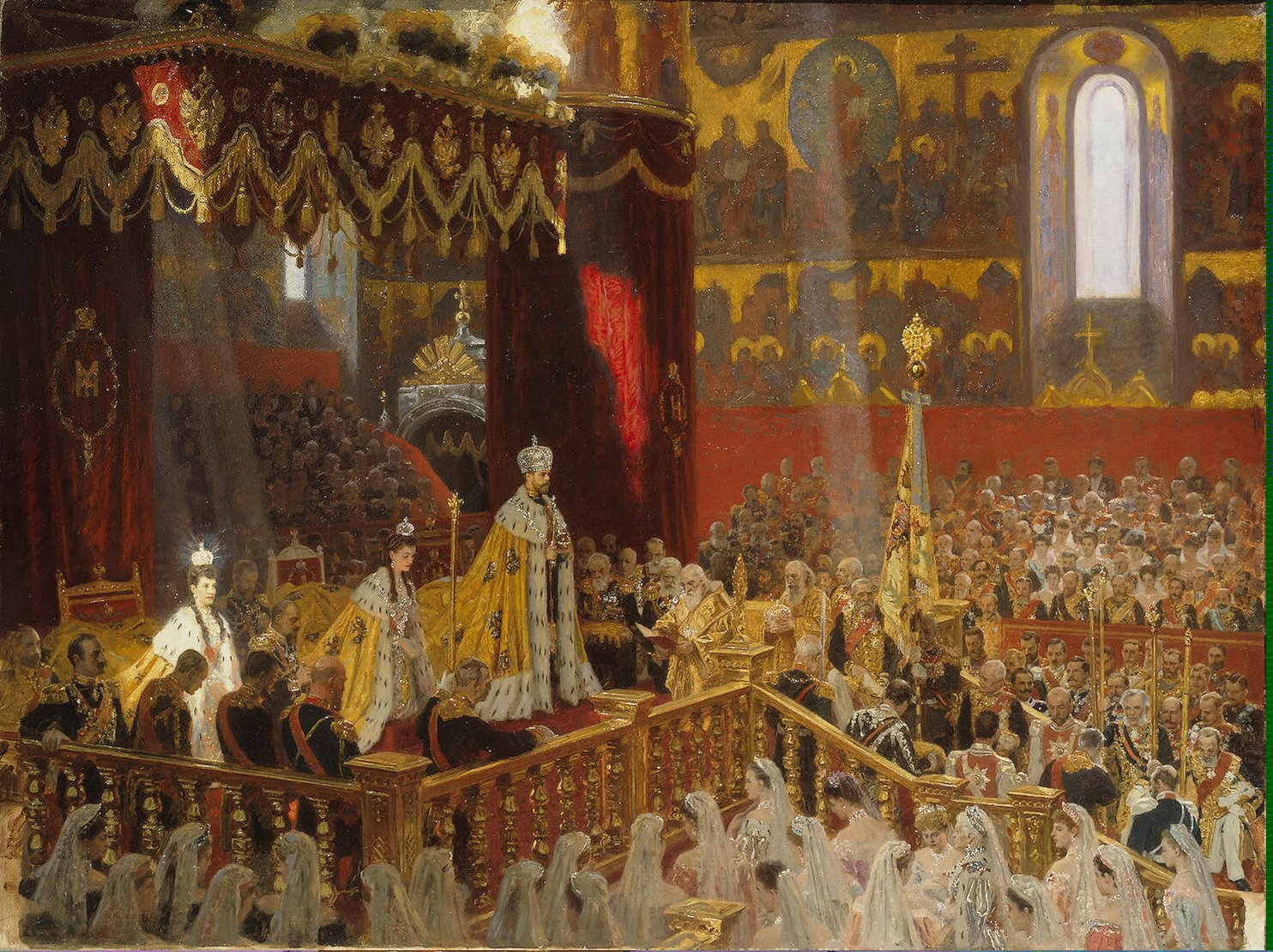
Coronación de Nicolás II y Alejandra Fiódorovna en 1896.

Alejandra Fiódorovna se convirtió en emperatriz de Rusia el día de su boda, pero no fue hasta el 26 de mayo de 1896 cuando la coronación de Nicolás y Alejandra se llevó a cabo en el interior del Kremlin de Moscú. Al día siguiente, la tragedia golpeó durante las celebraciones de la coronación, cuando se produjo la muerte de varios miles de personas. Las víctimas fueron pisoteadas hasta la muerte en el Campo de Jodynka en Moscú cuando surgieron rumores de que no habría suficiente cantidad de comida para los miles de ciudadanos que se habían reunido allí. El escaso número de policías no podían mantener el orden y miles de personas fueron aplastadas en la estampida. A la luz de estos acontecimientos, el Zar declaró que no podía ir al baile que daba el embajador de Francia, el marqués de Montebello, esa misma noche. Sin embargo, sus tíos insistieron en asistir para no ofender a los franceses. Nicolás cedió, y junto con Alejandra asistió al baile. Serguéi Witte, comentó: "Esperábamos que el baile se suspendiera. En su lugar, se llevó a cabo como si nada hubiera ocurrido y el baile fue inaugurado por Sus Majestades bailando una cuadrilla". Alejandra estaba muy triste por la pérdida de vidas, "La Emperatriz apareció con una gran angustia, con los ojos enrojecidos por las lágrimas", informó el embajador británico a la reina Victoria. Muchos rusos tomaron el desastre de Jodynka como un mal presagio de que el reinado sería infeliz. Otros usaron las circunstancias de la tragedia y su comportamiento para subrayar la crueldad de la autocracia y la poca delicadeza del joven zar y su "mujer alemana".
Ese otoño, Nicolás, Alix, y la gran duquesa Olga, viajaron a Escocia para pasar un tiempo con la reina Victoria en el Castillo de Balmoral. Mientras que Nicolás estaba un poco de mal humor debido a tener que pasar días encerrado con su "tío Bertie" (príncipe de Gales) debido al mal tiempo, así como debido a que sufre de un dolor de muelas, Alejandra disfrutó de las horas con su abuela. Fue, de hecho, la última vez que se verían abuela y nieta pues cuando la reina Victoria murió en enero de 1901, el embarazo del que nacería Anastasia impidió a Alejandra asistir al funeral en Londres.

### Rechazo por parte del pueblo ruso

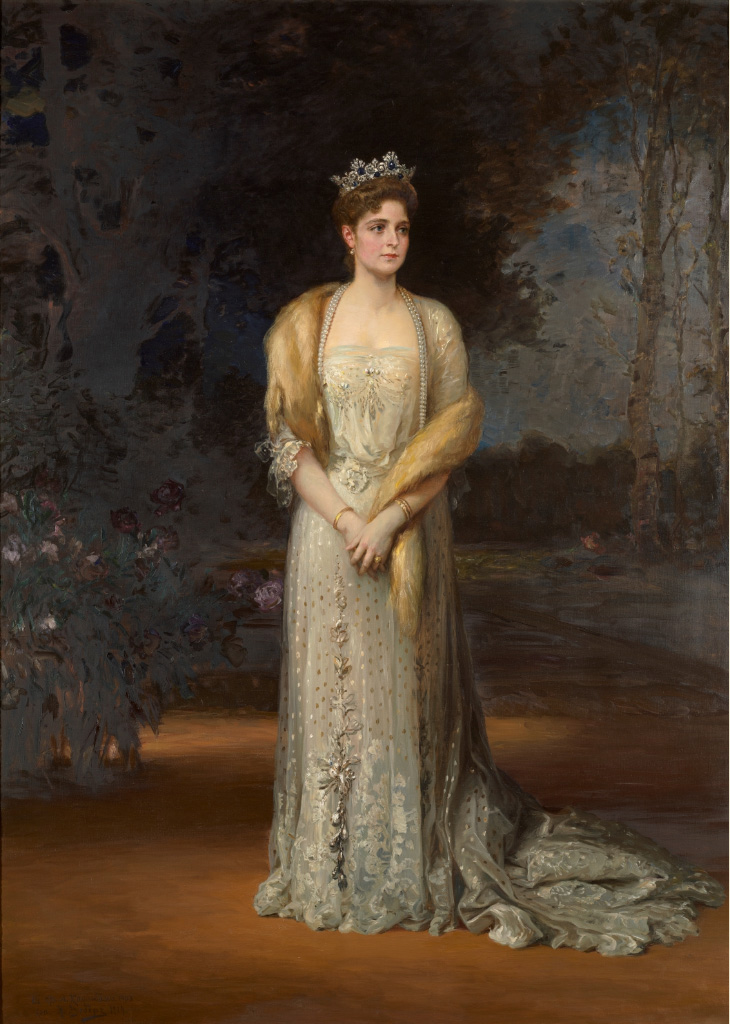
La emperatriz Alejandra Fiódorovna en 1914.

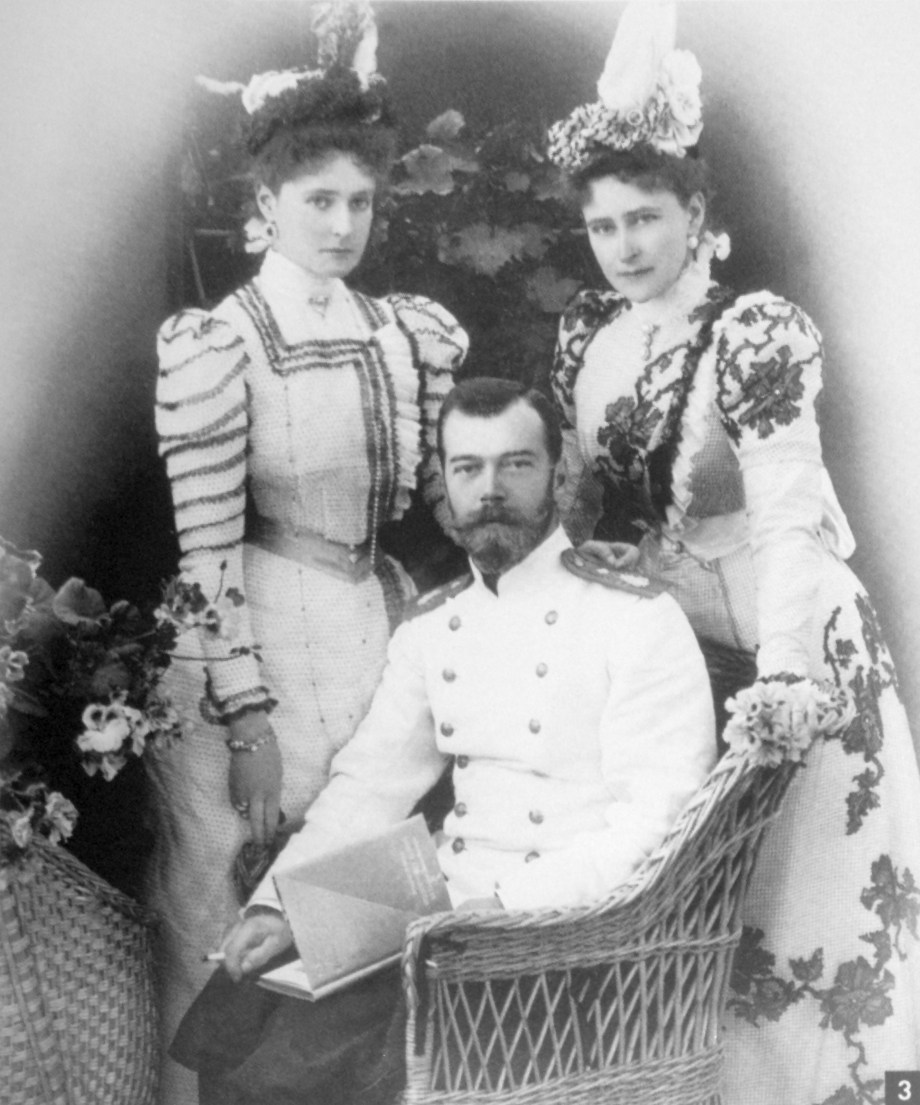
La emperatriz Alejandra, Nicolás II y su hermana Isabel a la derecha (1900).

Alejandra Fiódorovna, fue una desconocida para el colectivo del pueblo ruso, proyectó una imagen de una alemana de corazón frío, sin la capacidad de ver las necesidades de los que le rodeaban, a menos que fueran su familia. Esto en cierta manera era verdad, porque, al igual que su marido, para ella era muy importante su familia y había decidido estar en las sombras del Zar. 
La emperatriz, desde la infancia, era muy tímida, un rasgo compartido con su abuela Victoria. Odiaba las apariciones públicas tratando de evitarlas tanto como fuera posible, aunque de acuerdo con ella y muchos otros amigos íntimos, se debía a que era terriblemente tímida y se ponía nerviosa delante del pueblo ruso. Ella también era mal vista por ricos y pobres por igual por su disgusto hacia la cultura rusa (a pesar de su abrazo casi fanático a la Ortodoxia). Su incapacidad para producir un hijo varón también indignó a la gente. Cuando Alejo nació fue un "rayo de sol", que la aisló aún más de la corte rusa al pasar la totalidad de su tiempo con él; su trastorno hemofílico hizo muy estrecha la dependencia de madre e hijo. A su estrecho círculo se sumaron más figuras solitarias como Anna Výrubova y la princesa Sonia Orbeliani, en lugar de las "frívolas" jóvenes damas de la aristocracia rusa. Estas mujeres fueron constantemente ignoradas por la zarina "arrogante". La timidez y el deseo de soledad tuvieron un profundo impacto en sus cinco hijos y en el imperio: Alejandra Fiódorovna nunca hizo un esfuerzo potente para ganarse el afecto del pueblo ruso.
Durante un baile, Alejandra, de mentalidad victoriana, se dio cuenta de una joven que, en su opinión, tenía demasiado escote. Envió una dama de honor a la mujer para decirle: "Señora, Su Majestad le informa de que en Hesse-Darmstadt, no se utilizan nuestros vestidos de esa manera.", dijo la mujer:"¿En serio? ", al tiempo que tira del escote un poco más abajo. "Por favor, dígale a Su Majestad que en Rusia nos ponemos nuestra ropa de esta manera".
Alejandra hizo pocos intentos de formar lazos y amistades con otros miembros de la familia Románov y generalmente pasaba el menor tiempo posible en la corte. La emperatriz se comparó negativamente con respecto a la madre del zar, María Fiódorovna, hija del rey Cristián IX de Dinamarca y hermana menor de la Princesa de Gales. A diferencia de otras cortes europeas de la época, en la corte rusa, la posición de la emperatriz viuda era superior en rango y precedencia a la de la zarina, una regla que María, con el apoyo de Nicolás II, cumplió estrictamente. 
La actitud obstinada de Alejandra no le permitió aprender la esencia del pueblo ruso, cuestión que dominaba su experimentada suegra, que la podría haber ayudado mucho. María Fiódorovna había vivido en Rusia durante 17 años antes de ascender al trono, mientras que Alejandra había pasado poco más de un mes en el país antes de casarse. La tía de la zarina, la emperatriz viuda Victoria, dijo en una carta a la reina Victoria que "Alix es muy autoritaria e insiste en tener todo hecho a su manera. Ella nunca va a ser capaz de manejar incluso un poco de poder que ella piensa que tiene."
Alejandra era apasionadamente protectora del papel de esposa leal a su marido como zar y apoyó activamente su derecho a gobernar de manera autocrática. Ella defendió su derecho divino, y creía que no era necesario pensar en la aprobación de los demás.

### Alejandra y sus hijos

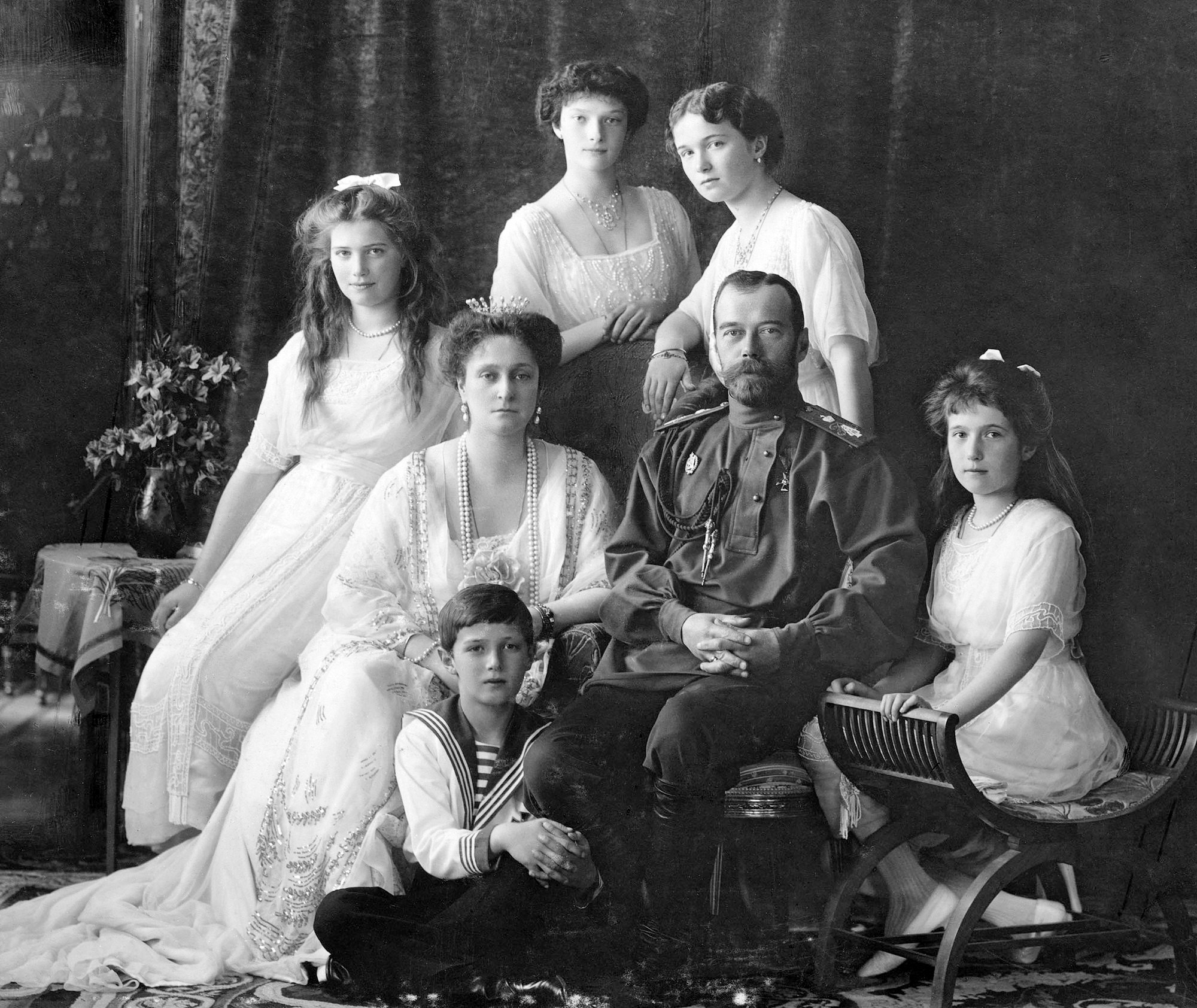
La familia imperial en 1913.

Casi un año después de su matrimonio, Alejandra dio a luz a la primera hija, una niña llamada Olga nacida el 15 de noviembre de 1895. Olga no pudo ascender al trono debido a las leyes Paulistas implementadas por el zar Pablo I de Rusia, según la cual solo un hombre podía contribuir a la sucesión al trono de Rusia.
Olga fue muy querida por sus jóvenes padres. Tres hijas más siguieron a Olga: Tatiana, nacida el 10 de junio de 1897, María, nacida el 26 de junio de 1899 y Anastasia, nacida el 18 de junio de 1901. Después del nacimiento de su última hija pasaron tres años antes de que la emperatriz diese a luz al heredero tan esperado: Alekséi (o Alejo), nació en el Palacio Peterhof el 12 de agosto de 1904. Poco después de su nacimiento, para gran consternación, los padres descubrieron que Alekséi tenía hemofilia, una enfermedad incurable en sangre.
Además de sus cinco hijos nacidos vivos, Alejandra sufrió un aborto involuntario en el verano de 1896, presumiblemente por el cansancio durante sus fiestas de coronación, y otro aborto en agosto de 1902.
Justo encima del "boudoir malva" de Alejandra en el Palacio de Alejandro, estaban las habitaciones de juego de los niños. Por la mañana, la emperatriz solía tumbarse en el sofá para escuchar los pasos de sus hijos y el sonido de sus pianos. Un ascensor y una escalera privada llevaban directamente a las habitaciones de arriba.
Con su hija mayor, Olga, Alejandra a veces tenía problemas. Probablemente esto se debía a que era la mayor. Olga era muy similar a su padre; tímida y sumisa, destacaba por su amabilidad, su inocencia y por su sentimentalismo. Cuando creció, Olga comenzó a leer mucho, tanto en prosa como poesía, a menudo cogía los libros de la mesa de su madre antes de que la Emperatriz los hubiera leído ella misma; "Mamá, tienes que esperar hasta que yo descubra si este libro es apropiado para ti", dijo Olga, cuando su madre la descubrió.
Alejandra estaba mucho más cerca de su segunda hija, Tatiana. Tanto en público como en privado, la atención de su madre se centraba en ella. Si se necesitaba un favor, todos los niños se ponían de acuerdo en que "Tatiana debe pedirlo". Durante los últimos meses de vida de la familia, Tatiana ayudó a su madre para llevarla de un lugar a otro, empujando por la casa su silla de ruedas, pues la soberana padecía ataques crónicos de ciática, y tratando de animarla.
A su tercera hija, María, le gustaba hablar del matrimonio y los hijos. El zar pensaba que sería una gran esposa. María era vista como el ángel de la familia.
Anastasia, la hija más joven y más famosa, era conocida como "shvíbzik" (erizo) porque era la más extrovertida y rebelde. Trepaba a los árboles y se negaba a bajar a menos que fuera en especial su padre a pedírselo. Su tía y madrina, la gran duquesa Olga Aleksándrovna, más tarde recordó un momento en que Anastasia estaba hablando de manera tan grosera que incluso hubo que regañarla.
Cuando eran pequeñas, Alejandra vestía a sus hijas por parejas, las dos mayores y las dos menores llevaban los mismos vestidos. Cuando Olga y Tatiana crecieron, comenzaron a tener más protagonismo en las apariciones públicas. Aunque en privado trataban a sus padres como "mamá" y "papá", en público los tratan como "Emperador" y "Emperatriz". Nicolás y Alejandra creían que sus hijas mayores debían ser presentadas en sociedad en 1914, cuando Olga tenía 19 años y Tatiana 17 años, pero el estallido de la Primera Guerra Mundial arruinó los planes.
Alejandra adoraba a Alekséi. El tutor de los niños Pierre Gilliard escribió: "Alekséi era el centro de una familia unida, el foco de todas sus esperanzas y afectos. Sus hermanas lo adoraban. Él era el orgullo y la alegría de sus padres. Cuando él llegó, el palacio se transformó. Todo el mundo y todo en él parecía bañado por el sol ".
Cuando la enfermedad de Alekséi fue anunciada públicamente en 1912, Alejandra Fiódorovna se hizo aún más impopular entre los rusos. Su origen alemán, durante la Gran Guerra sólo podía aumentar este odio.

### Hemofilia y Rasputín

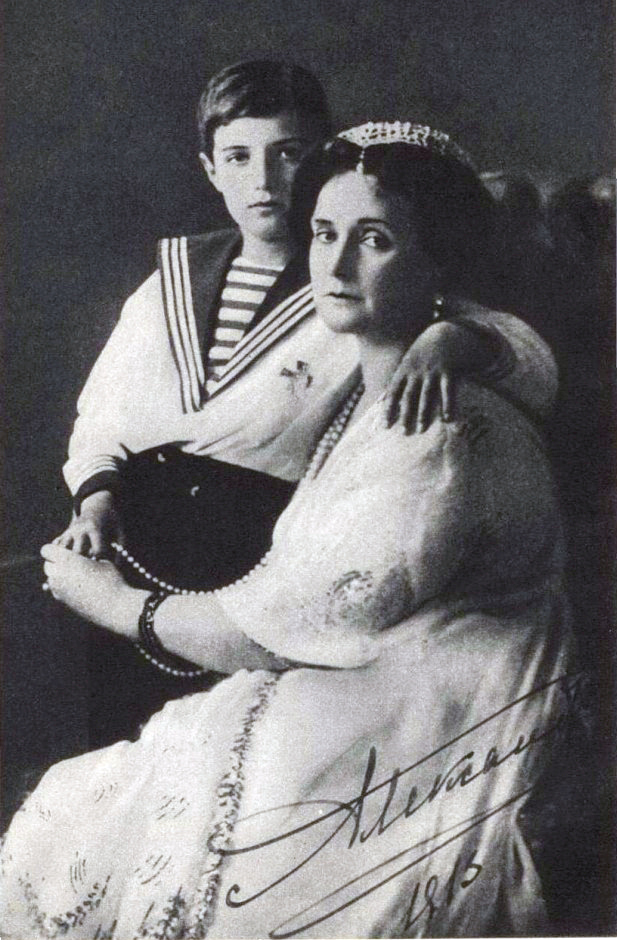
La emperatriz Alejandra y el zarévich Alekséi en 1913.

Alekséi nació en el período crucial de la Guerra ruso-japonesa el 12 de agosto de 1904. Alekséi era el heredero al trono y Alejandra Fiódorovna, dando a luz un hijo, había hecho su más importante tarea como zarina. Al principio, el niño parecía normal y saludable, pero en pocas semanas se observó que, cuando se caía o se golpeaba con algo, no sanaban sus moretones, o más bien empeoraban y su sangre coagulaba muy lentamente. Pronto se descubrió que Alekséi tenía hemofilia y que solo podría haber sido transmitida por la familia de Alix.
Generalmente, al comienzo de siglo XX, la hemofilia era fatal; la propagación de la enfermedad en las casas reinantes de Europa a través de las hijas de la reina Victoria, que eran portadoras de esta enfermedad. Alejandra perdió un hermano, Federico, a causa de la enfermedad y a su tío, el príncipe Leopoldo, duque de Albany; su hermana, Irene era portadora del gen y, a través de su matrimonio con su primo el príncipe Enrique de Prusia, trajo la hemofilia en la rama menor de los Hohenzollern. La princesa Victoria Eugenia de Battenberg, otra nieta de la reina Victoria y prima hermana de Alix, fue también portadora del gen de la hemofilia: se casó con el rey Alfonso XIII de España y dos de sus hijos nacieron hemofílicos.
Dada la enfermedad incurable y potencialmente mortal, sufrida solo por herederos varones, se decidió mantener en secreto la condición del Zarévich al pueblo ruso. Como una simple portadora del gen, Alejandra no era hemofílica, pero lo más probable es que tenía una menor producción normal del factor de coagulación de la sangre, es decir, tenía una sola copia del gen en lugar de dos.
La zarina inicialmente se dirigió a médicos rusos para tratar a su hijo; sus tratamientos fracasaron en general, porque no había remedios conocidos. Oprimidos por el conocimiento de que cualquier caída o corte podrían matar a su hijo, la zarina se implicó en actividades de caridad. Se volvió hacia Dios, familiarizándose con todos los rituales y los santos de la Iglesia Ortodoxa, pasando muchas horas rezando en su capilla privada. Desesperada, Alejandra se acercaba cada vez más a los hombres santos y místicos: uno de ellos, Rasputín, pareció triunfar.

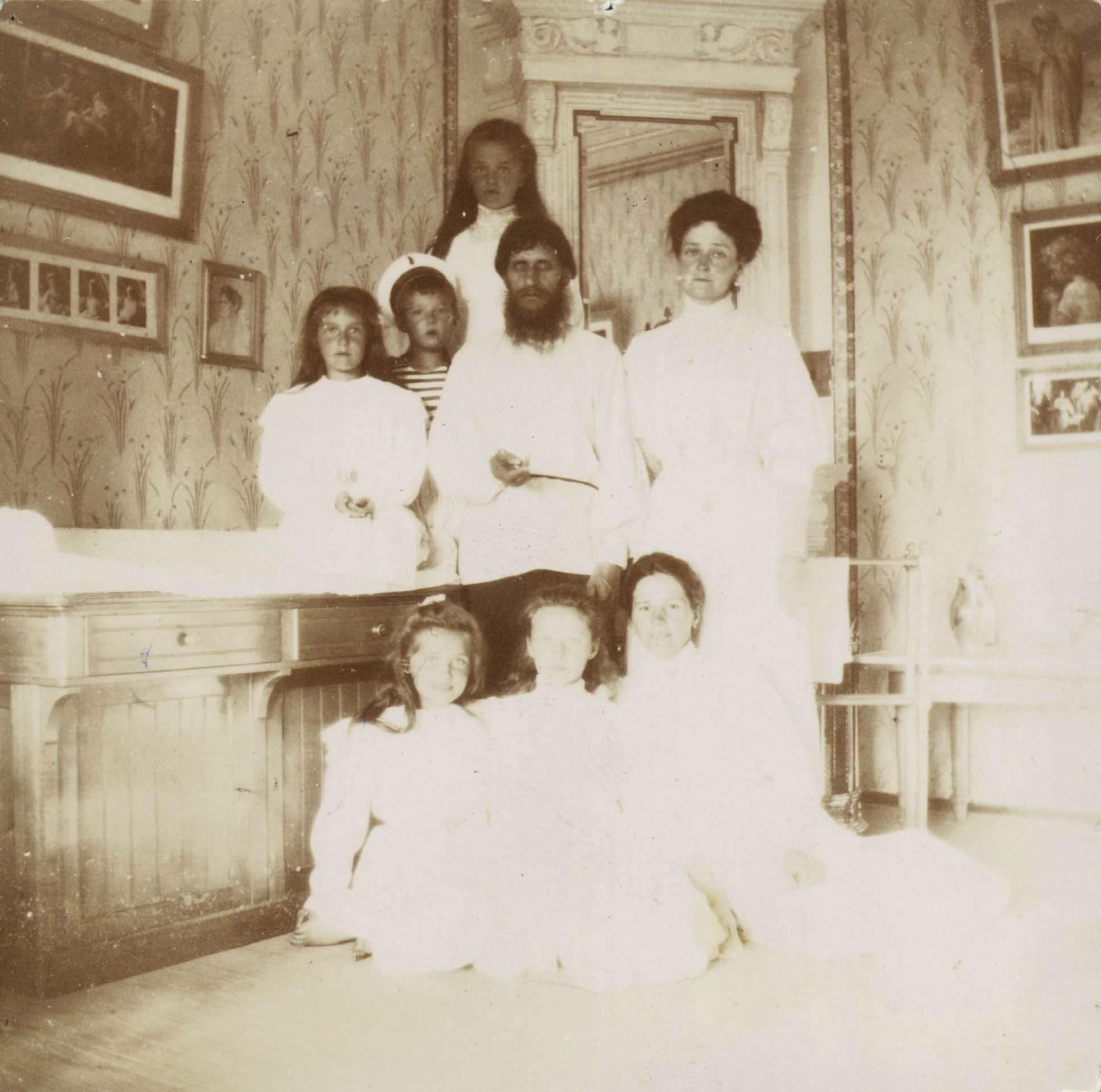
La emperatriz Alejandra con Rasputín, sus hijos y una institutriz.

Los rumores sobre el estilo de vida de Rasputín llevaron repetidamente al zar a tratar de mantenerlo lejos de su familia. Incluso cuando Alejandra fue informada por el director de la Policía Nacional que Rasputín, borracho, había actuado en un famoso restaurante en Moscú diciendo a la multitud que Nicolás le dejó "ajustar" a su esposa a su antojo, ella culpó a los chismes maliciosos. "Los santos son siempre excesivos", escribió. "Él es odiado porque nosotros lo queremos". Nicolás no era ciego, pero se sentía sin fuerzas para hacer nada contra el hombre que aparentemente salvaba la vida de su único hijo y heredero. Un ministro de Nicolás escribió: "No podía desterrar a Rasputín porque, si Alekséi moría, a los ojos de la madre, el zar sería el asesino de su propio hijo."
Desde el principio se podían oír bromas y chismes sobre Rasputín. Aunque algunos representantes de alto rango del clero de San Petersburgo aceptaban a Rasputín como un profeta viviente, otros con rabia lo clasifican como un hereje y un mentiroso. Llegaban historias y cuentos de su pueblo natal en Siberia, como la que contó que celebra matrimonios para la gente común, a cambio de pasar la noche de bodas con la novia. En su apartamento en San Petersburgo, donde vivía con su hija María, Rasputín era visitado por todos aquellos que buscaban una bendición, una curación o un favor de la zarina. A Rasputín le gustaba predicar una variante de la doctrina teológica de los Viejos Creyentes, según la cual una persona tendría primero que familiarizarse con el pecado para alcanzar la santidad.
En 1912 Alekséi sufrió un fuerte sangrado al golpearse en el muslo, que lo llevó al borde de la muerte mientras se encontraba con su familia en Spała, en Polonia. Alejandra y Nicolás se turnaban junto a su cama y trataban de consolarlo por su intenso dolor. En un raro momento de paz, su madre le oyó susurrar a Alekséi: "Cuando me muera, me dejará de doler, ¿verdad, mamá?". Devastada, parecía que Dios no estaba respondiendo a las oraciones de Alejandra para la salvación de su hijo. Creyendo que su hijo iba a morir, la emperatriz desesperada envió un telegrama a Rasputín, quien rápidamente envió una respuesta, "Dios ha visto tus lágrimas y escuchado tus oraciones; El pequeño no morirá. No permitas que los médicos lo incomoden demasiado." El consejo de Rasputín coincidió precisamente con los signos de recuperación de Alekséi. A partir de ese momento, Alejandra comenzó a confiar más y más en Rasputín, y creer en sus capacidades para aliviar el sufrimiento del Zarévich. Esta confianza aumentó la influencia cortesana de Rasputín, quien llegó a socavar seriamente el prestigio del gobierno del zar durante la Primera Guerra Mundial.
La supuesta interferencia percibida en los asuntos políticos de Rasputín condujo en última instancia a su asesinato en diciembre de 1916. Entre los conspiradores se encontraba un noble, el príncipe Félix Yusúpov, esposo de la princesa Irina Aleksándrovna, hija de la gran duquesa Xenia Aleksándrovna y otro miembro de la familia Románov, el gran duque Dmitri Pávlovich.

## Primera Guerra Mundial

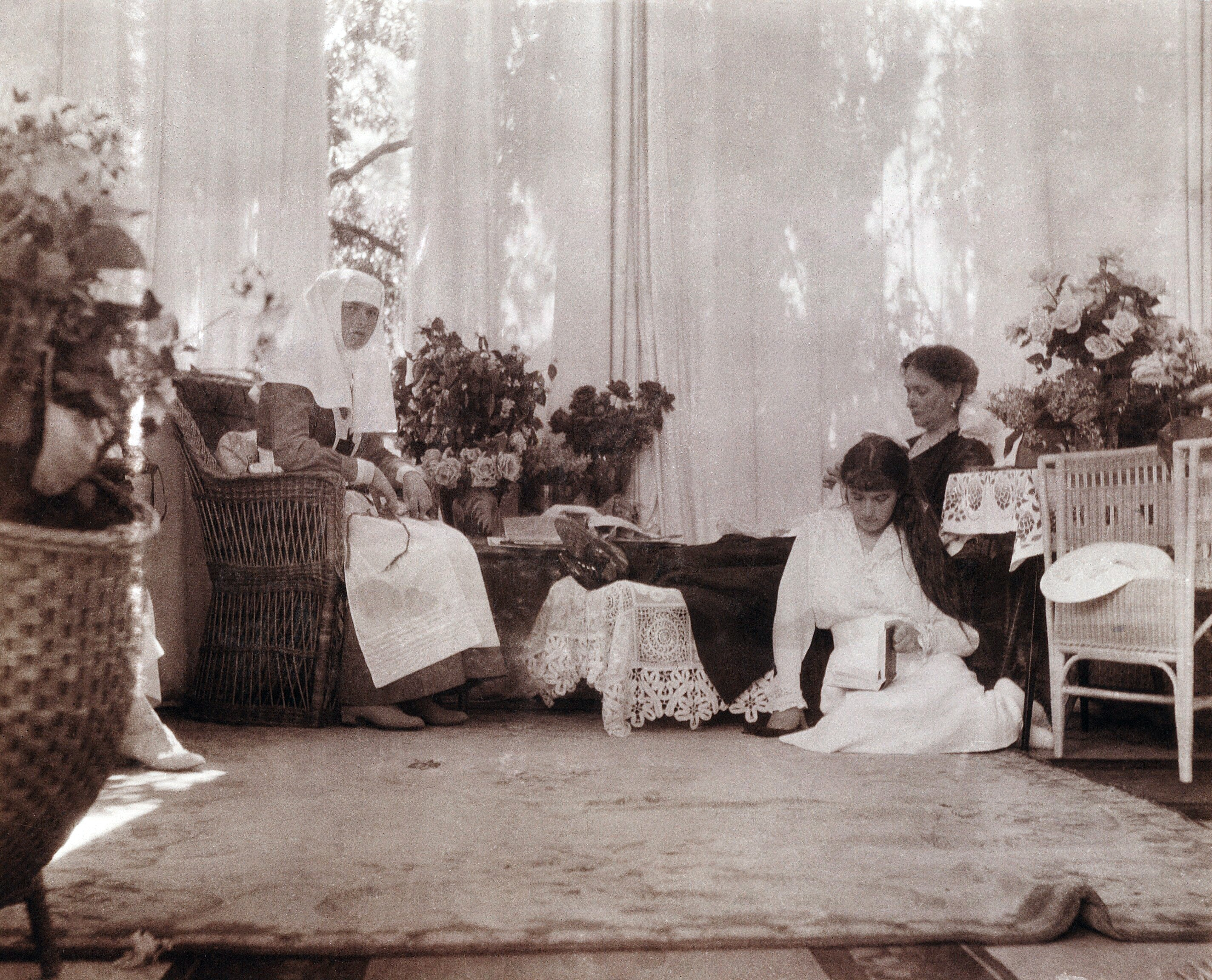
Alejandra bordando con sus hijas Olga (vestida con su uniforme de enfermera) y Anastasia en 1916.

El estallido de la Primera Guerra Mundial fue un momento crucial para el Imperio ruso y Alejandra. La guerra enfrentó el imperio de los Románov contra el Imperio alemán de los Hohenzollern, mucho más fuerte. Cuando Alejandra se enteró de la movilización rusa, fue rápidamente al despacho de su marido. Anna Výrubova, una amiga de la emperatriz, se sentó afuera, esperando, escuchando las voces procedentes de la habitación que se hicieron más y más fuertes a cada minuto. En medio de la conversación, la puerta se abrió y Alejandra fue corriendo a su dormitorio. Anna la siguió y cuando llegó a la habitación, encontró a Alejandra en la cama, llorando histéricamente, "¡Guerra!" Ella sollozó. "¡Y yo no sabía nada! Esto es el fin".

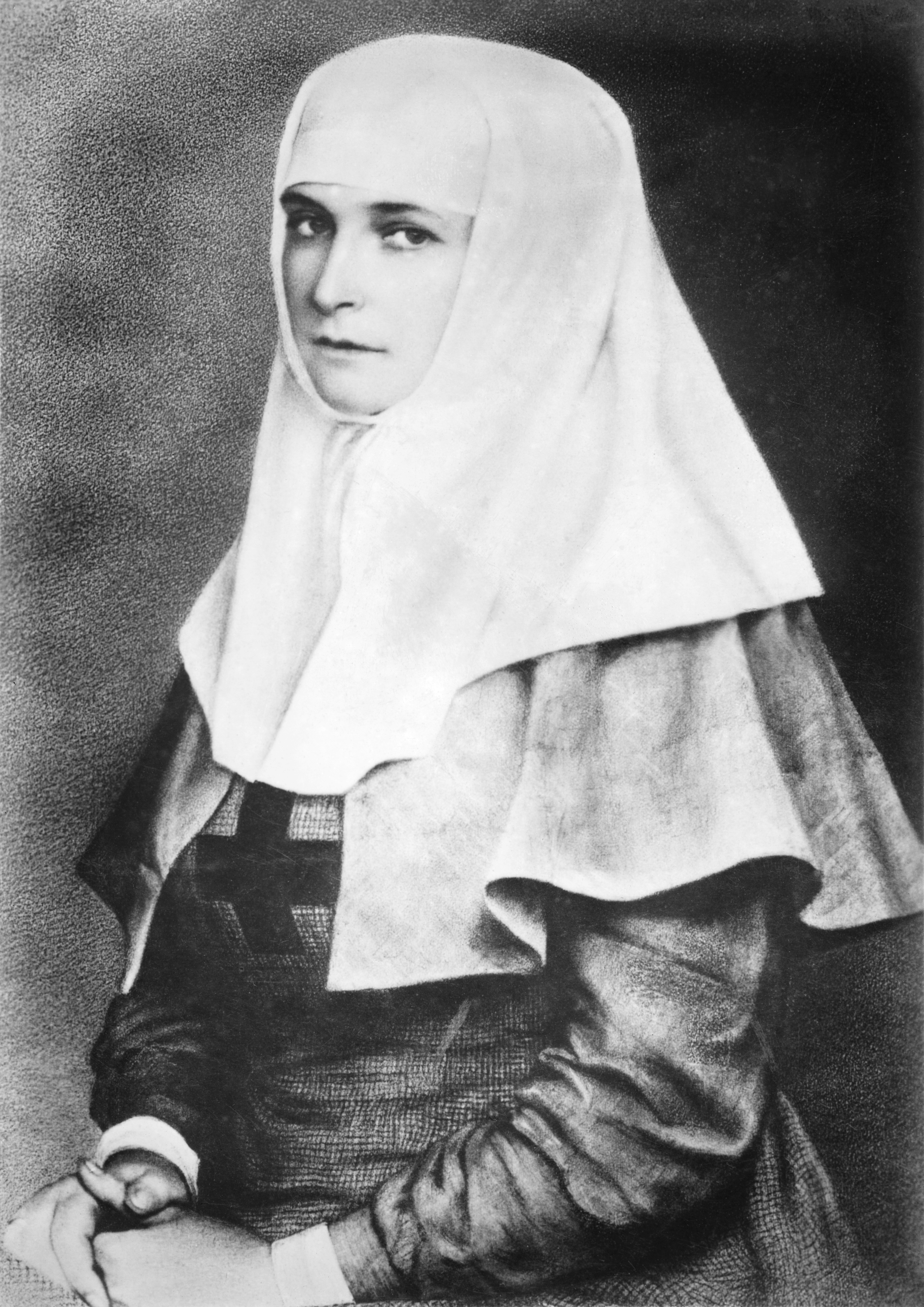
La emperatriz Alejandra con el uniforme de enfermera durante la Primera Guerra Mundial

El gran ducado de Hesse, que se regía por su hermano Ernesto Luis, formaba parte del Imperio alemán y era, por supuesto, el lugar de nacimiento de Alejandra. Esto la hizo aún más impopular entre el pueblo ruso, que la acusaron de colaborar con los alemanes. Para empeorar las cosas, el káiser Guillermo II era primo hermano de Alejandra. Irónicamente, la única cosa que la zarina y su suegra, la emperatriz viuda tenían en común era el gran odio que profesaban al káiser.
Cuando el zar se desplazó al frente en 1915 para hacerse cargo personalmente del Ejército Imperial Ruso, dejó a Alejandra como responsable de la regencia en San Petersburgo. Su cuñado, el gran duque Alejandro Mijáilovich, dijo: "Cuando el emperador va a la guerra, su esposa rige en lugar de él". Durante la guerra, Alejandra trabajó como enfermera para la Cruz Roja en un hospital de campaña levantado en Tsárskoye Selo, junto con sus dos hijas mayores.
Durante los dos años y medio de regencia, el gobierno ruso se deterioró con una rapidez asombrosa nunca vista en la historia. Alejandra no tenía experiencia nombrando y destituyendo ministros, y varias de sus elecciones recayeron en hombres incompetentes, lo que significaba que el gobierno nunca fue estable ni eficiente. La participación de la zarina en los asuntos políticos fue por petición propia. "Deja que te ayude, mi tesoro. Estoy segura de que debe haber alguna forma de que una mujer puede ser útil. Ojalá te pudiera facilitar las cosas... Quiero poner mi nariz en todo", escribió al zar. Esto se volvió particularmente peligroso durante la lenta destrucción provocada por la guerra, ya que ni los soldados ni la población civil tenían sus necesidades básicas satisfechas y la zarina carecía de la popularidad necesaria para generar confianza.
Ella prestaba atención a los consejos de Rasputín, y se creía (aunque es solo un falso rumor) que su relación era de naturaleza sexual. Se dice que cuando la emperatriz se reunió con el embajador británico, dijo: "No tengo paciencia con los ministros que me impiden cumplir con mi deber. La situación requiere firmeza. El emperador, por desgracia, es débil; pero yo no lo soy, y tengo la intención de ser firme". A consecuencia del desgobierno generado por Alejandra, la zarina se convirtió en el centro de un número creciente de rumores muy negativos e incluso se creía que era una espía alemana en la corte rusa.
La Primera Guerra Mundial fue una carga que el Imperio ruso no podía soportar tanto económica como políticamente. La falta de bienes y las hambrunas se convirtieron en situaciones banales de cada día, sufridas por millones de rusos. 15 millones de hombres fueron desviados de la agricultura para luchar en la guerra, y los ferrocarriles estaban casi todos reservados para su uso militar, lo que impide el transporte de los pocos recursos del campo a las grandes ciudades. La inflación creció a pasos agigantados y, combinado con la falta de alimentos y la ineficacia de los militares rusos en la guerra, generó un clima de gran tensión entre el pueblo de San Petersburgo y otras ciudades.
La decisión del zar de dirigir personalmente a las tropas, contra el consejo de sus ministros, resultó ser desastrosa, ya que fue culpado directamente de las derrotas. Su traslado al frente, dejando a la zarina gobernar, ayudó a minar el destino de la dinastía Románov. El duro invierno de 1916-1917, fue el golpe final al Imperio ruso con grandes hambrunas causadas por la falta de alimentos en los almacenes. La mala gestión y los fracasos de la guerra pusieron también a los soldados contra el zar. El estado de ánimo de las tropas de la época está bien representado en una escena de la película de Jean Renoir, La gran ilusión. Emblemático es también el momento donde Alejandra envió numerosos paquetes a los prisioneros de guerra rusos: excitados creyendo que había vodka en los paquetes, los abrieron y se encontraron biblias e iconos, y rápidamente se rebelaron.

## Revolución rusa y prisión

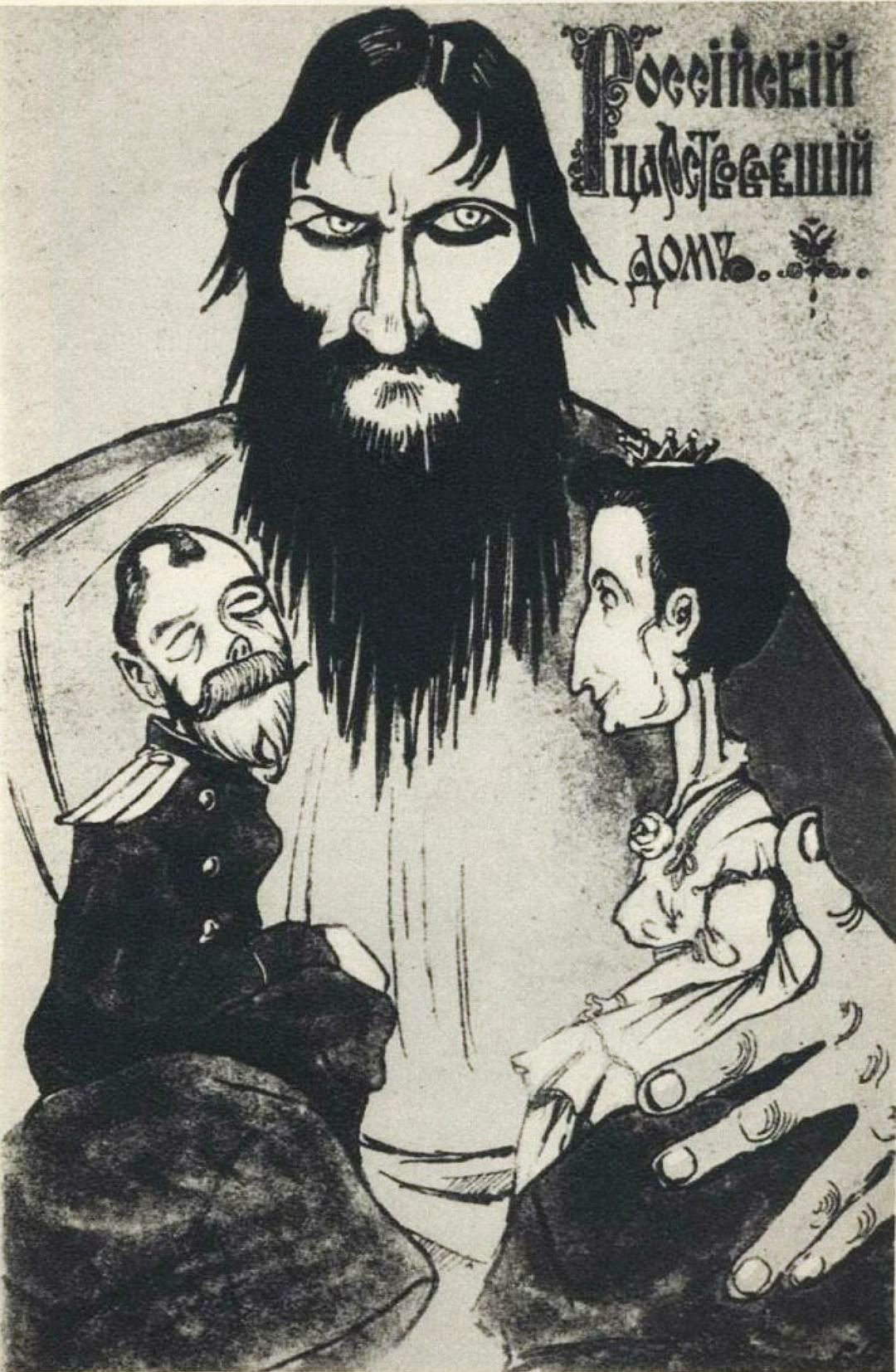
Caricatura anónima de Rasputín controlando a la pareja imperial.

En marzo de 1917 las condiciones empeoraron aún más: los trabajadores de las fábricas de acero convocaron una huelga el 7 de marzo y al día siguiente, multitudes hambrientas comenzaron a ocupar las calles de San Petersburgo para protestar contra la escasez de alimentos y la guerra. Después de dos días de disturbios, Nicolás II ordenó al ejército restablecer el orden y el 11 de marzo el ejército disparó contra la multitud. Ese mismo día, la Duma Imperial de Rusia, el cuerpo legislativo elegido, presionó al Zar a adoptar una posición en la mejora de las condiciones de vida de la gente, pero él respondió disolviendo la propia Duma.
El 12 de marzo, los soldados enviados para sofocar a los rebeldes se amotinaron y se unieron a la revolución, proporcionando la chispa que inició la Revolución de Febrero (como la consiguiente Revolución de Octubre en noviembre de 1917, las revoluciones rusas de 1917 toman sus nombres del antiguo calendario vigente en el momento en Rusia). Los soldados y trabajadores formaron el Soviet de Petrogrado, compuesto por 2.500 diputados electos, mientras que la Duma Imperial de Rusia declaró la formación de un Gobierno Provisional el 13 de marzo. Aleksandr Kérenski fue una pieza clave en el nuevo régimen. La Duma informó al zar que ese día tendría que abdicar.
En un intento de poner fin a la insurrección en la capital, Nicolás trató de regresar San Petersburgo en tren desde la sede del ejército en Moguiliov. El camino estaba bloqueado, así que trató de tomar una ruta diferente, pero su tren fue bloqueado de nuevo en Pskov, donde, por recomendación de sus generales, inmediatamente abdicó el trono para sí mismo y más tarde, después de una consulta médica, para sí y para su hijo el zarévich Alekséi. Alejandra estaba ahora en una posición peligrosa, siendo la esposa del zar depuesto y odiada por los rusos. A Nicolás le fue concedido el permiso para volver al Palacio de Alejandro en Tsárskoye Seló donde fue puesto bajo arresto domiciliario junto a su familia.
A pesar de que el rey Jorge V del Reino Unido fuese primo tanto de Alejandra como de Nicolás, se negó a concederles la oportunidad de emigrar al Reino Unido, ya que se alarmó por su impopularidad en el país y el impacto potencial sobre su trono que tendría la estancia de la Familia Imperial rusa en suelo británico.

### La ejecución

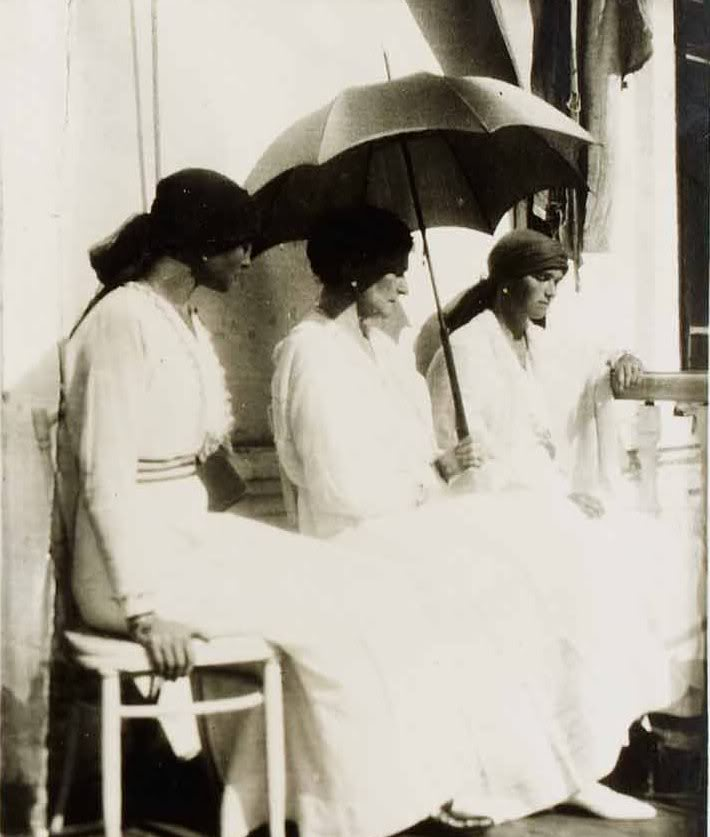
Última foto conocida de Alejandra (centro) junto sus hijas Olga (derecha) y Tatiana (izquierda) durante el cautiverio en Tobolsk, en la primavera de 1918.

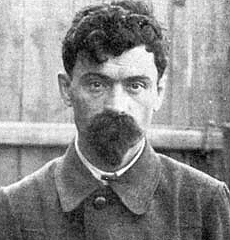
Yákov Mijáilovich Yurovski en 1918.

Tras la abdicación del zar Nicolás II, el Imperio ruso entró vertiginosamente en una guerra civil. Las negociaciones para la liberación de la familia imperial entre los bolcheviques (llamados el Ejército Rojo) y el resto de la familia, muchos de ellos importantes miembros de casas reales europeas, se suspendieron. El avance del Movimiento Blanco, cuyo brazo militar era conocido como Ejército Blanco o Guardia Blanca (compuesto por legalistas fieles seguidores del zar y de los principios de la autocracia) sobre Ekaterimburgo dejaba al Ejército Rojo en una situación precaria. Los "rojos" sabían que Ekaterimburgo caería por la superioridad y la mejor preparación del Ejército Blanco. Cuando los "blancos" llegaron a la ciudad, la familia imperial simplemente había desaparecido. La teoría más aceptada fue que habían sido ejecutados. A esta conclusión llegó el investigador del Movimiento Blanco Nikolái Sokolov, basada en el descubrimiento de objetos personales de la familia imperial encontrados en un pozo situado en la mina Gánina Yama.
El Informe Yurovski, un informe de los hechos remitido por Yákov Yurovski a sus superiores bolcheviques tras la ejecución, fue encontrado en 1989 y reproducido en el libro El último Zar de Edward Radzisnky (1992). Según el informe, la noche de la masacre la familia fue despertada y se solicitó que se vistieran. Cuando preguntaron la razón, se les informó que iban a ser trasladados a una nueva ubicación por su seguridad, por la proximidad del Ejército Blanco a Ekaterimburgo y la violencia que ello podría conllevar. Una vez vestidos, la familia y un reducido círculo de sirvientes y ayudantes (el doctor Yevgueni Serguéyevich Botkin, la doncella Ana Demídova, el cocinero Iván Jaritónov, el lacayo Alekséi Trupp y el perrito de la duquesa Tatiana) fueron llevados a uno de los sótanos de la casa, y se les pidió que esperaran con el pretexto de que iban a hacerles una foto antes de partir. A Alejandra y Alekséi se les permitió sentarse en sillas, a petición de la zarina, con la condición de que estuvieran vigilados por guardias. Pasados los minutos, entraron en la habitación los ejecutores comandados por Yurovski. Sin preámbulos levantó el revólver y declaró al zar que el pueblo ruso lo había condenado a muerte. El zar alcanzó a balbucear: "¿Qué?" y se giró hacia su familia en el momento en que Yurovski le disparó a quemarropa un tiro en la cabeza. Cuando el zar cae muerto, la zarina y su hija Olga tratan de hacer el signo de la cruz, pero son asesinadas con la primera ráfaga de los ejecutores, al recibir disparos en la cabeza. El resto de la familia imperial es asesinada con la siguiente ráfaga, a excepción de Ana Demídova, la criada de Alejandra. Demídova sobrevivió a la ráfaga inicial pero fue rápidamente rematada a bayonetazos contra una de las paredes del sótano, mientras intentaba protegerse con una almohada, repleta en su interior de joyas y piedras preciosas.
El Informe Yurovski añadía que una vez el humo de los disparos permitió ver el resultado de la ejecución con más claridad, se descubrió que algunas de las balas de los ejecutores se habían quedado incrustadas en los corsés de algunas de las Grandes Duquesas. Esto se debía a las joyas y piedras preciosas que las muchachas habían cosido dentro de sus ropas, para evitar que sus captores se las quitaran, involuntariamente les habían servido de armadura contra las balas. Yurovski escribió que Anastasia y María se acurrucaron contra una pared con las manos en la cabeza, antes de ser alcanzadas por los disparos. Sin embargo, otro guardia, Piotr Yermakov, le explicó a su mujer que Anastasia había sido rematada a bayonetazos. Cuando llevaron los cuerpos fuera, una o más de una de las chicas empezaron a llorar, y fueron rematadas con golpes en la cabeza, según escribió Yurovski.

### Relato de uno de los ejecutores
Para la ejecución se seleccionaron doce hombres con revólveres. Dos de ellos se negaron a disparar contra las mujeres. Cuando llegó el vehículo, todos dormían. Al despertarlos se les explicó que debido a la intranquilidad existente en la ciudad, era necesario trasladarlos del piso superior al sótano. Demoraron media hora en vestirse. Abajo habíamos vaciado una pieza que tenía un tabique de madera estucado, para evitar el rebote. La guardia se encontraba en disposición combativa en el cuarto vecino. Los Románov no sospechaban nada. El comandante fue a buscarlos en persona y los condujo hacia la pieza. Nicolás llevaba en brazos a Alekséi, los demás llevaban cojines y otras cosas pequeñas. Al entrar en la habitación vacía, Alejandra preguntó: "Cómo, ¿no hay ninguna silla? ¿Ni siquiera podemos sentarnos?" (Según el relato de Yurovski, se trajeron dos) Nicolás puso en una a Alekséi y en la otra se sentó Alejandra Fiódorovna. A los demás se les ordenó formar una fila. Hecho esto, llamaron al comandante. Cuando este entró, dijo a los Románov que, como sus parientes en Europa continuaban la ofensiva contra la Rusia soviética, el Comité Ejecutivo de los Urales había decretado fusilarlos. Nicolás se volvió de espaldas, de cara a su familia, y luego, como recobrándose, se volvió y preguntó: "¿Qué, qué?". El comandante repitió la explicación y ordenó al comando que se preparara. Cada uno sabía de antemano contra quién iba a disparar. La orden era apuntar al corazón para evitar el derramamiento de mucha sangre y terminar más rápido. Nicolás no dijo una sola palabra más, de nuevo se volvió cara a su familia, otros lanzaron exclamaciones incoherentes. Luego comenzaron los disparos, que duraron dos o tres minutos. Nicolás fue muerto por el mismo comandante a quemarropa. Luego murieron Alejandra Fiódorovna y su séquito. En total fueron fusiladas doce personas: Nicolás, Alejandra Fiódorovna, su hijo Alekséi, sus cuatro hijas: Olga, Tatiana, María y Anastasia - el doctor Yevgueni Botkin, el criado Trupp, el cocinero Tijomírov, otro cocinero y una camarera cuyos nombres el comandante no recuerda.[cita requerida] (En realidad la camarera Anna Demídova).[cita requerida]

### Comunicado oficial del Sóviet de Diputados de los Urales
Decisión del Sóviet de Diputados de Obreros, Campesinos y Guardias Rojos de los Urales:
En vista del hecho de que bandas checoslovacas amenazan la capital roja de los Urales, Ekaterimburgo, que el verdugo coronado podía escapar al tribunal del pueblo (un complot de la Guardia Blanca para llevarse a toda la familia imperial acaba de ser descubierto) el Sóviet de Diputados de los Urales, cumpliendo con la voluntad del pueblo, ha decidido que el ex zar Nicolás Románov, culpable ante el pueblo de innumerables crímenes sangrientos, sea fusilado.
La decisión del Sóviet de Diputados de los Urales se llevó a cabo en la noche del 16 al 17 de julio.

### Resolución de la reunión del Presídium del Comité Ejecutivo Central Panruso

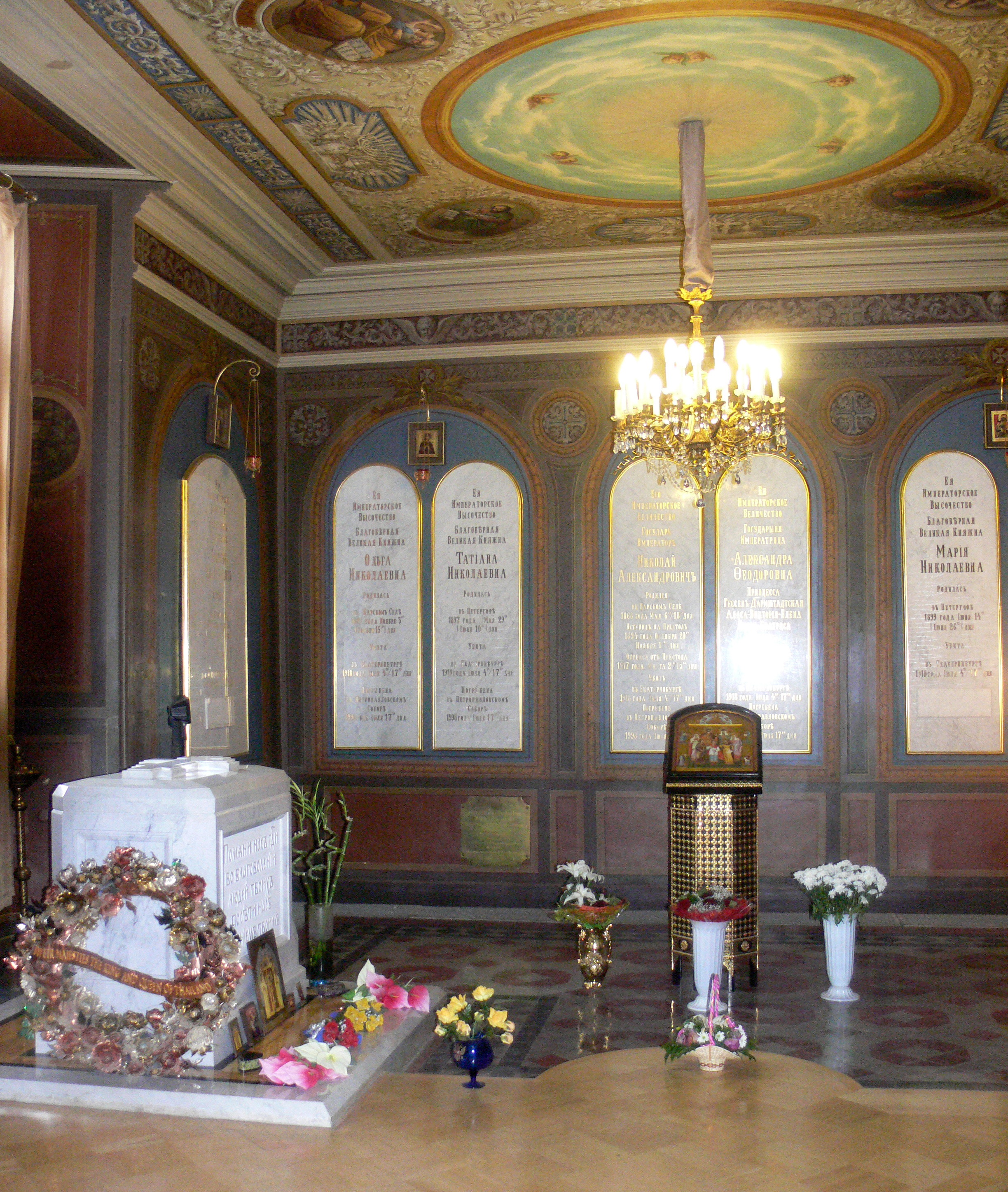
Lápidas que marcan el entierro del zar Nicolás II y su familia en la capilla de Santa Catalina de la Catedral de San Pedro y San Pablo de San Petersburgo.

Decisión del Presídium del Comité Ejecutivo Central Panruso del 18 de julio de 1918 acerca del fusilamiento de Nicolás Románov:
1. Comunicación del fusilamiento de Nicolás Románov (telegrama de Ekaterimburgo).
El Presídium del Comité Ejecutivo Central Panruso (VTsIK) ha resuelto aprobar la decisión del Sóviet de Diputados de los Urales.
Encomendar a los camaradas Sverdlov, Sosnovski y Avanésov la elaboración de un comunicado para la prensa. Notificar el hallazgo de documentos (diarios, cartas, etc.) del ex zar N. Románov y encargar al camarada Sverdlov formar una Comisión especial para el estudio y publicación de dichos escritos.

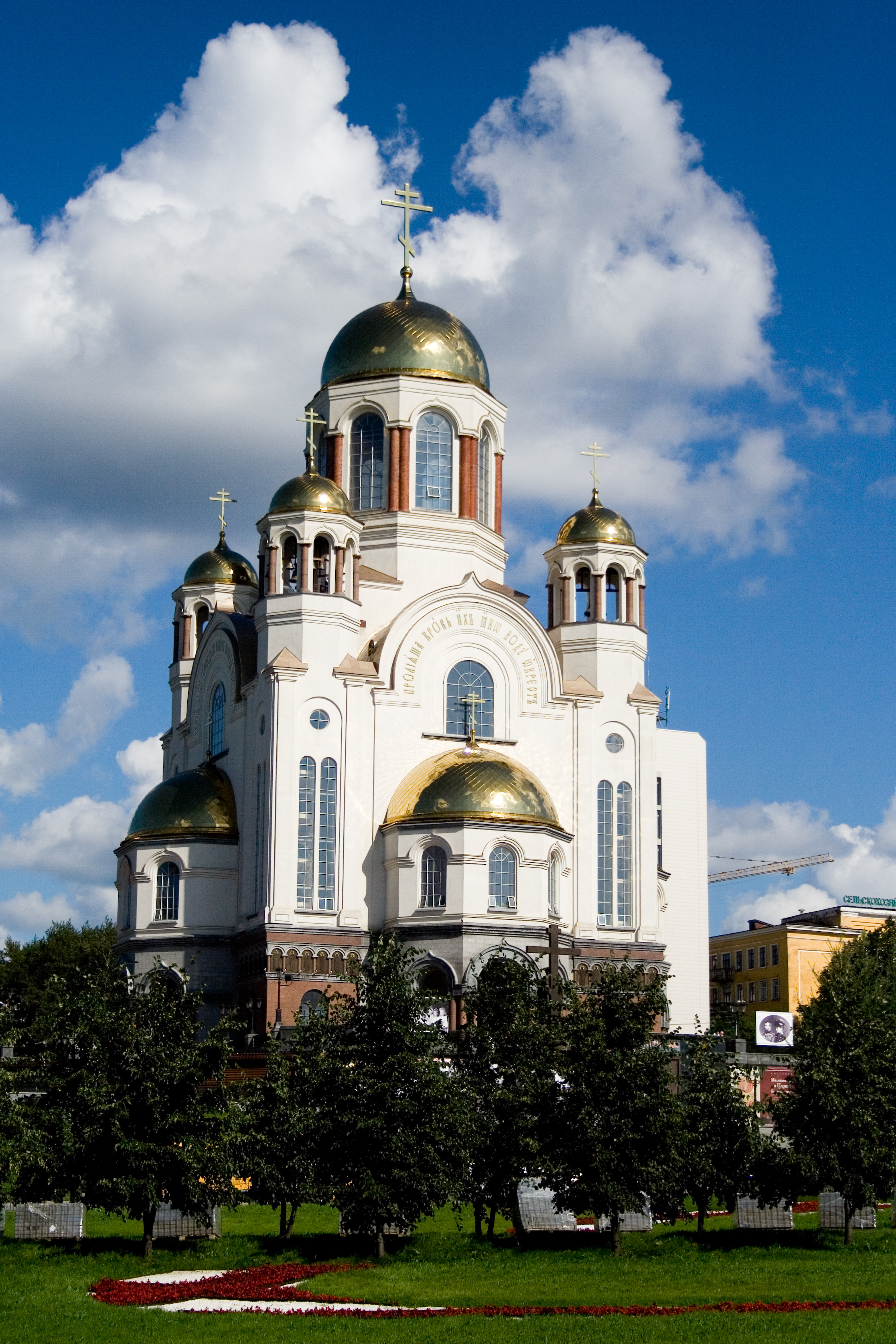
Iglesia sobre la Sangre, construida sobre el lugar donde Nicolás II de Rusia y su familia fueron asesinados.

El Presidente del VTsIK,
Sverdlov
El Secretario del VTsIK,

Avanésov

## Canonización
En 1981, la Iglesia ortodoxa rusa en el exilio canonizó a los integrantes de la familia Románov, una decisión refrendada en agosto de 2000 por el sínodo de la Ortodoxia Rusa. Desde 1998 sus restos reposan en la Catedral de San Pedro y San Pablo de San Petersburgo.
El entierro de los restos mortales de la familia real dio pie a debates en medios políticos y religiosos. Pese al examen pericial genético que corroboró la autenticidad de los restos reales descubiertos, tanto la Iglesia ortodoxa rusa como los poco numerosos monárquicos de Rusia se niegan a reconocer que en la Fortaleza de San Pedro y San Pablo fueron enterrados justamente Nicolás II y sus familiares.
A la luz de este hecho, la decisión tomada por los jerarcas de la Iglesia ortodoxa rusa de canonizar a Nicolás II (Románov) parece algo contradictoria. Según las tradiciones de la Iglesia ortodoxa rusa, existen determinadas condiciones a las que deben responder los candidatos a la canonización. Por ejemplo, sus restos deben curar y del icono debe emanar crisma.
La Iglesia parece haber tenido sus razones para declarar santa a la familia imperial. Algunos piensan, por ejemplo, que la Iglesia ortodoxa rusa hace cierta concesión a la Iglesia rusa en el extranjero que había canonizado a Nicolás II hace aproximadamente veinte años. Según afirma el clero, el zar fue canonizado debido a su "resignación y docilidad frente al martirio".
Según piensan los prelados, la decisión de canonizarlo debe traer paz a las almas de los habitantes de Rusia y reconciliarlos con el pasado del país. Pero no fue así: los sondeos de opinión muestran que la población se ha dividido más o menos en dos partes iguales, una mitad cree que Nicolás II merece ser canonizado, mientras que la otra mitad tiene una opinión distinta.
Los partidarios de la canonización piensan que Rusia es culpable ante el ungido por haber acogido con indiferencia su ejecución en 1918 y ahora debe expiar esta culpa. Los adversarios de la canonización dicen que el emperador no era un santo. El Zar bebía y fumaba, asistía a funciones espiritistas, le gustaba cazar cornejas, todo lo cual dista de corresponder a la imagen de un santo.

## Títulos, tratamientos y distinciones honoríficas

### Títulos y tratamientos
| ● 6 de junio de 1972-2 de noviembre de 1894:      | Su alteza gran ducal la princesa Alix de Hesse y el Rin          |
| ● 2 de noviembre de 1894-26 de noviembre de 1894: | Su alteza imperial la gran duquesa Alejandra Fiódorovna de Rusia |
| ● 26 de noviembre de 1894-15 de marzo de 1917:    | Su majestad imperial la emperatriz consorte de todas las Rusias  |
| ● 15 de marzo de 1917-17 de julio de 1918:        | Señora Alejandra Fiódorovna Románova                             |

### Distinciones honoríficas
Distinciones honoríficas rusas
- Gran maestre de la Orden de Santa Catalina.
- Dama de la Orden de San Andrés.[26]
- Dama de la Orden de San Alejandro Nevski.
- Dama de la Orden del Águila Blanca.
- Dama gran cruz de la Orden de Santa Ana.
- Dama gran cruz de la Orden de San Estanislao.

Distinciones honoríficas extranjeras
- Dama de la orden del León Dorado ( Hesse-Darmstadt, 28 de marzo de 1888)[27]
- Dama de la Orden de las Damas Nobles de la Reina María Luisa,  Reino de España
- Real Orden de Victoria y Alberto,  Reino Unido
  - Dama de primera clase.[28]
- Dama de la Orden de la Caridad,  Imperio otomano
- Dama de la Orden de Carol I,  Reino de Rumania

## Ancestros
| \| \| \| \| \| \| \| \| \| \| \| \| \| \| \| \| \| \| \| \| 16. Luis I, gran duque de Hesse y el Rin \| \| \| \| \| \| \| \| \| \| \| \| \| \| \| \| \| \| \| \| \| \| \| \| \| \| \| \| \| \| \| \| \| \| \| \| \| \| \| \| \| \| \| \| \| \| \| \| \| \| \| \| \| \| 8. Luis II, gran duque de Hesse y el Rin \| \| \| \| \| \| \| \| \| \| \| \| \| \| \| \| \| \| \| \| \| \| \| \| \| \| \| \| \| \| \| \| \| \| \| \| \| \| \| \| \| \| \| \| \| \| \| \| \| \| \| \| \| \| 17. Landgravina Luisa de Hesse-Darmstadt \| \| \| \| \| \| \| \| \| \| \| \| \| \| \| \| \| \| \| \| \| \| \| \| \| \| \| \| \| \| \| \| \| \| \| \| \| \| \| \| \| \| \| \| \| \| \| \| \| \| \| \| \| \| 4. Príncipe Carlos de Hesse y el Rin \| \| \| \| \| \| \| \| \| \| \| \| \| \| \| \| \| \| \| \| \| \| \| \| \| \| \| \| \| \| \| \| \| \| \| \| \| \| \| \| \| \| \| \| \| \| \| \| \| \| \| \| \| \| 18. Carlos Luis, príncipe heredero de Baden \| \| \| \| \| \| \| \| \| \| \| \| \| \| \| \| \| \| \| \| \| \| \| \| \| \| \| \| \| \| \| \| \| \| \| \| \| \| \| \| \| \| \| \| \| \| \| \| \| \| \| \| \| \| 9. Princesa Guillermina de Baden \| \| \| \| \| \| \| \| \| \| \| \| \| \| \| \| \| \| \| \| \| \| \| \| \| \| \| \| \| \| \| \| \| \| \| \| \| \| \| \| \| \| \| \| \| \| \| \| \| \| \| \| \| \| 19. Landgravina Amalia de Hesse-Darmstadt \| \| \| \| \| \| \| \| \| \| \| \| \| \| \| \| \| \| \| \| \| \| \| \| \| \| \| \| \| \| \| \| \| \| \| \| \| \| \| \| \| \| \| \| \| \| \| \| \| \| \| \| \| \| 2. Luis IV, gran duque de Hesse y el Rin \| \| \| \| \| \| \| \| \| \| \| \| \| \| \| \| \| \| \| \| \| \| \| \| \| \| \| \| \| \| \| \| \| \| \| \| \| \| \| \| \| \| \| \| \| \| \| \| \| \| \| \| \| \| 20. Federico Guillermo II, rey de Prusia \| \| \| \| \| \| \| \| \| \| \| \| \| \| \| \| \| \| \| \| \| \| \| \| \| \| \| \| \| \| \| \| \| \| \| \| \| \| \| \| \| \| \| \| \| \| \| \| \| \| \| \| \| \| 10. Príncipe Guillermo de Prusia \| \| \| \| \| \| \| \| \| \| \| \| \| \| \| \| \| \| \| \| \| \| \| \| \| \| \| \| \| \| \| \| \| \| \| \| \| \| \| \| \| \| \| \| \| \| \| \| \| \| \| \| \| \| 21. Landgravina Federica de Hesse-Darmstadt \| \| \| \| \| \| \| \| \| \| \| \| \| \| \| \| \| \| \| \| \| \| \| \| \| \| \| \| \| \| \| \| \| \| \| \| \| \| \| \| \| \| \| \| \| \| \| \| \| \| \| \| \| \| 5. Princesa Isabel de Prusia \| \| \| \| \| \| \| \| \| \| \| \| \| \| \| \| \| \| \| \| \| \| \| \| \| \| \| \| \| \| \| \| \| \| \| \| \| \| \| \| \| \| \| \| \| \| \| \| \| \| \| \| \| \| 22. Federico V, landgrave de Hesse-Homburg \| \| \| \| \| \| \| \| \| \| \| \| \| \| \| \| \| \| \| \| \| \| \| \| \| \| \| \| \| \| \| \| \| \| \| \| \| \| \| \| \| \| \| \| \| \| \| \| \| \| \| \| \| \| 11. Landgravina María Ana de Hesse-Homburg \| \| \| \| \| \| \| \| \| \| \| \| \| \| \| \| \| \| \| \| \| \| \| \| \| \| \| \| \| \| \| \| \| \| \| \| \| \| \| \| \| \| \| \| \| \| \| \| \| \| \| \| \| \| 23. Landgravina Carolina de Hesse-Darmstadt \| \| \| \| \| \| \| \| \| \| \| \| \| \| \| \| \| \| \| \| \| \| \| \| \| \| \| \| \| \| \| \| \| \| \| \| \| \| \| \| \| \| \| \| \| \| \| \| \| \| \| \| \| \| 1. Princesa Alix de Hesse y el Rin \| \| \| \| \| \| \| \| \| \| \| \| \| \| \| \| \| \| \| \| \| \| \| \| \| \| \| \| \| \| \| \| \| \| \| \| \| \| \| \| \| \| \| \| \| \| \| \| \| \| \| \| \| \| 24. Francisco, duque de Sajonia-Coburgo-Saalfeld \| \| \| \| \| \| \| \| \| \| \| \| \| \| \| \| \| \| \| \| \| \| \| \| \| \| \| \| \| \| \| \| \| \| \| \| \| \| \| \| \| \| \| \| \| \| \| \| \| \| \| \| \| \| 12. Ernesto I, duque de Sajonia-Coburgo y Gotha \| \| \| \| \| \| \| \| \| \| \| \| \| \| \| \| \| \| \| \| \| \| \| \| \| \| \| \| \| \| \| \| \| \| \| \| \| \| \| \| \| \| \| \| \| \| \| \| \| \| \| \| \| \| 25. Condesa Augusta de Reuss-Ebersdorf \| \| \| \| \| \| \| \| \| \| \| \| \| \| \| \| \| \| \| \| \| \| \| \| \| \| \| \| \| \| \| \| \| \| \| \| \| \| \| \| \| \| \| \| \| \| \| \| \| \| \| \| \| \| 6. Príncipe Alberto de Sajonia-Coburgo y Gotha \| \| \| \| \| \| \| \| \| \| \| \| \| \| \| \| \| \| \| \| \| \| \| \| \| \| \| \| \| \| \| \| \| \| \| \| \| \| \| \| \| \| \| \| \| \| \| \| \| \| \| \| \| \| 26. Augusto, duque de Sajonia-Gotha-Altemburgo \| \| \| \| \| \| \| \| \| \| \| \| \| \| \| \| \| \| \| \| \| \| \| \| \| \| \| \| \| \| \| \| \| \| \| \| \| \| \| \| \| \| \| \| \| \| \| \| \| \| \| \| \| \| 13. Princesa Luisa de Sajonia-Gotha-Altemburgo \| \| \| \| \| \| \| \| \| \| \| \| \| \| \| \| \| \| \| \| \| \| \| \| \| \| \| \| \| \| \| \| \| \| \| \| \| \| \| \| \| \| \| \| \| \| \| \| \| \| \| \| \| \| 27. Duquesa Luisa Carlota de Mecklemburgo-Schwerin \| \| \| \| \| \| \| \| \| \| \| \| \| \| \| \| \| \| \| \| \| \| \| \| \| \| \| \| \| \| \| \| \| \| \| \| \| \| \| \| \| \| \| \| \| \| \| \| \| \| \| \| \| \| 3. Princesa Alicia del Reino Unido \| \| \| \| \| \| \| \| \| \| \| \| \| \| \| \| \| \| \| \| \| \| \| \| \| \| \| \| \| \| \| \| \| \| \| \| \| \| \| \| \| \| \| \| \| \| \| \| \| \| \| \| \| \| 28. Jorge III, rey del Reino Unido \| \| \| \| \| \| \| \| \| \| \| \| \| \| \| \| \| \| \| \| \| \| \| \| \| \| \| \| \| \| \| \| \| \| \| \| \| \| \| \| \| \| \| \| \| \| \| \| \| \| \| \| \| \| 14. Príncipe Eduardo, duque de Kent y Strathearn \| \| \| \| \| \| \| \| \| \| \| \| \| \| \| \| \| \| \| \| \| \| \| \| \| \| \| \| \| \| \| \| \| \| \| \| \| \| \| \| \| \| \| \| \| \| \| \| \| \| \| \| \| \| 29. Duquesa Carlota de Mecklemburgo-Strelitz \| \| \| \| \| \| \| \| \| \| \| \| \| \| \| \| \| \| \| \| \| \| \| \| \| \| \| \| \| \| \| \| \| \| \| \| \| \| \| \| \| \| \| \| \| \| \| \| \| \| \| \| \| \| 7. Victoria, reina del Reino Unido \| \| \| \| \| \| \| \| \| \| \| \| \| \| \| \| \| \| \| \| \| \| \| \| \| \| \| \| \| \| \| \| \| \| \| \| \| \| \| \| \| \| \| \| \| \| \| \| \| \| \| \| \| \| 30. Francisco, duque de Sajonia-Coburgo-Saalfeld (= 24) \| \| \| \| \| \| \| \| \| \| \| \| \| \| \| \| \| \| \| \| \| \| \| \| \| \| \| \| \| \| \| \| \| \| \| \| \| \| \| \| \| \| \| \| \| \| \| \| \| \| \| \| \| \| 15. Princesa Victoria de Sajonia-Coburgo-Saalfeld \| \| \| \| \| \| \| \| \| \| \| \| \| \| \| \| \| \| \| \| \| \| \| \| \| \| \| \| \| \| \| \| \| \| \| \| \| \| \| \| \| \| \| \| \| \| \| \| \| \| \| \| \| \| 31. Condesa Augusta de Reuss-Ebersdorf (= 25) \| \| \| \| \| \| \| \| \| \| \| \| \| \| \| \| \| \| \| \| \| \| \| \| \| \| \| \| \| \| \| \| \| \| \| \| \| \| \| \| \| \| \| \| \| \| \| \| \| \| \| \| |                                                         |  |  |  |  |  |  |  |  |  |  |  |  |  |  |  |
| |                                                         |  |  |  |  |  |  |  |  |  |  |  |  |  |  |  |
| | 16. Luis I, gran duque de Hesse y el Rin                |  |  |  |  |  |  |  |  |  |  |  |  |  |  |  |
| |                                                         |  |  |  |  |  |  |  |  |  |  |  |  |  |  |  |
| |                                                         |  |  |  |  |  |  |  |  |  |  |  |  |  |  |  |
| | 8. Luis II, gran duque de Hesse y el Rin                |  |  |  |  |  |  |  |  |  |  |  |  |  |  |  |
| |                                                         |  |  |  |  |  |  |  |  |  |  |  |  |  |  |  |
| |                                                         |  |  |  |  |  |  |  |  |  |  |  |  |  |  |  |
| | 17. Landgravina Luisa de Hesse-Darmstadt                |  |  |  |  |  |  |  |  |  |  |  |  |  |  |  |
| |                                                         |  |  |  |  |  |  |  |  |  |  |  |  |  |  |  |
| |                                                         |  |  |  |  |  |  |  |  |  |  |  |  |  |  |  |
| | 4. Príncipe Carlos de Hesse y el Rin                    |  |  |  |  |  |  |  |  |  |  |  |  |  |  |  |
| |                                                         |  |  |  |  |  |  |  |  |  |  |  |  |  |  |  |
| |                                                         |  |  |  |  |  |  |  |  |  |  |  |  |  |  |  |
| | 18. Carlos Luis, príncipe heredero de Baden             |  |  |  |  |  |  |  |  |  |  |  |  |  |  |  |
| |                                                         |  |  |  |  |  |  |  |  |  |  |  |  |  |  |  |
| |                                                         |  |  |  |  |  |  |  |  |  |  |  |  |  |  |  |
| | 9. Princesa Guillermina de Baden                        |  |  |  |  |  |  |  |  |  |  |  |  |  |  |  |
| |                                                         |  |  |  |  |  |  |  |  |  |  |  |  |  |  |  |
| |                                                         |  |  |  |  |  |  |  |  |  |  |  |  |  |  |  |
| | 19. Landgravina Amalia de Hesse-Darmstadt               |  |  |  |  |  |  |  |  |  |  |  |  |  |  |  |
| |                                                         |  |  |  |  |  |  |  |  |  |  |  |  |  |  |  |
| |                                                         |  |  |  |  |  |  |  |  |  |  |  |  |  |  |  |
| | 2. Luis IV, gran duque de Hesse y el Rin                |  |  |  |  |  |  |  |  |  |  |  |  |  |  |  |
| |                                                         |  |  |  |  |  |  |  |  |  |  |  |  |  |  |  |
| |                                                         |  |  |  |  |  |  |  |  |  |  |  |  |  |  |  |
| | 20. Federico Guillermo II, rey de Prusia                |  |  |  |  |  |  |  |  |  |  |  |  |  |  |  |
| |                                                         |  |  |  |  |  |  |  |  |  |  |  |  |  |  |  |
| |                                                         |  |  |  |  |  |  |  |  |  |  |  |  |  |  |  |
| | 10. Príncipe Guillermo de Prusia                        |  |  |  |  |  |  |  |  |  |  |  |  |  |  |  |
| |                                                         |  |  |  |  |  |  |  |  |  |  |  |  |  |  |  |
| |                                                         |  |  |  |  |  |  |  |  |  |  |  |  |  |  |  |
| | 21. Landgravina Federica de Hesse-Darmstadt             |  |  |  |  |  |  |  |  |  |  |  |  |  |  |  |
| |                                                         |  |  |  |  |  |  |  |  |  |  |  |  |  |  |  |
| |                                                         |  |  |  |  |  |  |  |  |  |  |  |  |  |  |  |
| | 5. Princesa Isabel de Prusia                            |  |  |  |  |  |  |  |  |  |  |  |  |  |  |  |
| |                                                         |  |  |  |  |  |  |  |  |  |  |  |  |  |  |  |
| |                                                         |  |  |  |  |  |  |  |  |  |  |  |  |  |  |  |
| | 22. Federico V, landgrave de Hesse-Homburg              |  |  |  |  |  |  |  |  |  |  |  |  |  |  |  |
| |                                                         |  |  |  |  |  |  |  |  |  |  |  |  |  |  |  |
| |                                                         |  |  |  |  |  |  |  |  |  |  |  |  |  |  |  |
| | 11. Landgravina María Ana de Hesse-Homburg              |  |  |  |  |  |  |  |  |  |  |  |  |  |  |  |
| |                                                         |  |  |  |  |  |  |  |  |  |  |  |  |  |  |  |
| |                                                         |  |  |  |  |  |  |  |  |  |  |  |  |  |  |  |
| | 23. Landgravina Carolina de Hesse-Darmstadt             |  |  |  |  |  |  |  |  |  |  |  |  |  |  |  |
| |                                                         |  |  |  |  |  |  |  |  |  |  |  |  |  |  |  |
| |                                                         |  |  |  |  |  |  |  |  |  |  |  |  |  |  |  |
| | 1. Princesa Alix de Hesse y el Rin                      |  |  |  |  |  |  |  |  |  |  |  |  |  |  |  |
| |                                                         |  |  |  |  |  |  |  |  |  |  |  |  |  |  |  |
| |                                                         |  |  |  |  |  |  |  |  |  |  |  |  |  |  |  |
| | 24. Francisco, duque de Sajonia-Coburgo-Saalfeld        |  |  |  |  |  |  |  |  |  |  |  |  |  |  |  |
| |                                                         |  |  |  |  |  |  |  |  |  |  |  |  |  |  |  |
| |                                                         |  |  |  |  |  |  |  |  |  |  |  |  |  |  |  |
| | 12. Ernesto I, duque de Sajonia-Coburgo y Gotha         |  |  |  |  |  |  |  |  |  |  |  |  |  |  |  |
| |                                                         |  |  |  |  |  |  |  |  |  |  |  |  |  |  |  |
| |                                                         |  |  |  |  |  |  |  |  |  |  |  |  |  |  |  |
| | 25. Condesa Augusta de Reuss-Ebersdorf                  |  |  |  |  |  |  |  |  |  |  |  |  |  |  |  |
| |                                                         |  |  |  |  |  |  |  |  |  |  |  |  |  |  |  |
| |                                                         |  |  |  |  |  |  |  |  |  |  |  |  |  |  |  |
| | 6. Príncipe Alberto de Sajonia-Coburgo y Gotha          |  |  |  |  |  |  |  |  |  |  |  |  |  |  |  |
| |                                                         |  |  |  |  |  |  |  |  |  |  |  |  |  |  |  |
| |                                                         |  |  |  |  |  |  |  |  |  |  |  |  |  |  |  |
| | 26. Augusto, duque de Sajonia-Gotha-Altemburgo          |  |  |  |  |  |  |  |  |  |  |  |  |  |  |  |
| |                                                         |  |  |  |  |  |  |  |  |  |  |  |  |  |  |  |
| |                                                         |  |  |  |  |  |  |  |  |  |  |  |  |  |  |  |
| | 13. Princesa Luisa de Sajonia-Gotha-Altemburgo          |  |  |  |  |  |  |  |  |  |  |  |  |  |  |  |
| |                                                         |  |  |  |  |  |  |  |  |  |  |  |  |  |  |  |
| |                                                         |  |  |  |  |  |  |  |  |  |  |  |  |  |  |  |
| | 27. Duquesa Luisa Carlota de Mecklemburgo-Schwerin      |  |  |  |  |  |  |  |  |  |  |  |  |  |  |  |
| |                                                         |  |  |  |  |  |  |  |  |  |  |  |  |  |  |  |
| |                                                         |  |  |  |  |  |  |  |  |  |  |  |  |  |  |  |
| | 3. Princesa Alicia del Reino Unido                      |  |  |  |  |  |  |  |  |  |  |  |  |  |  |  |
| |                                                         |  |  |  |  |  |  |  |  |  |  |  |  |  |  |  |
| |                                                         |  |  |  |  |  |  |  |  |  |  |  |  |  |  |  |
| | 28. Jorge III, rey del Reino Unido                      |  |  |  |  |  |  |  |  |  |  |  |  |  |  |  |
| |                                                         |  |  |  |  |  |  |  |  |  |  |  |  |  |  |  |
| |                                                         |  |  |  |  |  |  |  |  |  |  |  |  |  |  |  |
| | 14. Príncipe Eduardo, duque de Kent y Strathearn        |  |  |  |  |  |  |  |  |  |  |  |  |  |  |  |
| |                                                         |  |  |  |  |  |  |  |  |  |  |  |  |  |  |  |
| |                                                         |  |  |  |  |  |  |  |  |  |  |  |  |  |  |  |
| | 29. Duquesa Carlota de Mecklemburgo-Strelitz            |  |  |  |  |  |  |  |  |  |  |  |  |  |  |  |
| |                                                         |  |  |  |  |  |  |  |  |  |  |  |  |  |  |  |
| |                                                         |  |  |  |  |  |  |  |  |  |  |  |  |  |  |  |
| | 7. Victoria, reina del Reino Unido                      |  |  |  |  |  |  |  |  |  |  |  |  |  |  |  |
| |                                                         |  |  |  |  |  |  |  |  |  |  |  |  |  |  |  |
| |                                                         |  |  |  |  |  |  |  |  |  |  |  |  |  |  |  |
| | 30. Francisco, duque de Sajonia-Coburgo-Saalfeld (= 24) |  |  |  |  |  |  |  |  |  |  |  |  |  |  |  |
| |                                                         |  |  |  |  |  |  |  |  |  |  |  |  |  |  |  |
| |                                                         |  |  |  |  |  |  |  |  |  |  |  |  |  |  |  |
| | 15. Princesa Victoria de Sajonia-Coburgo-Saalfeld       |  |  |  |  |  |  |  |  |  |  |  |  |  |  |  |
| |                                                         |  |  |  |  |  |  |  |  |  |  |  |  |  |  |  |
| |                                                         |  |  |  |  |  |  |  |  |  |  |  |  |  |  |  |
| | 31. Condesa Augusta de Reuss-Ebersdorf (= 25)           |  |  |  |  |  |  |  |  |  |  |  |  |  |  |  |
| |                                                         |  |  |  |  |  |  |  |  |  |  |  |  |  |  |  |
| |                                                         |  |  |  |  |  |  |  |  |  |  |  |  |  |  |  |

| Predecesor: Dagmar de Dinamarca | Emperatriz consorte de toda Rusia 26 de noviembre de 1894-15 de marzo de 1917 | Sucesor: Abolición de la monarquía por la Revolución de Febrero |